# Fruits anciens, méconnus ou oubliés d'Europe
Les fruits anciens, méconnus ou oubliés d'Europe sont des fruits, des baies ou des graines, issus de variétés végétales anciennement cultivées ou sauvages, que l'on rencontre en Europe et dont la cueillette, la culture et la consommation, courantes à des époques historiques, sont tombées en désuétude ou sont devenues rares ou marginales dans l'arboriculture fruitière ou la gastronomie contemporaines.

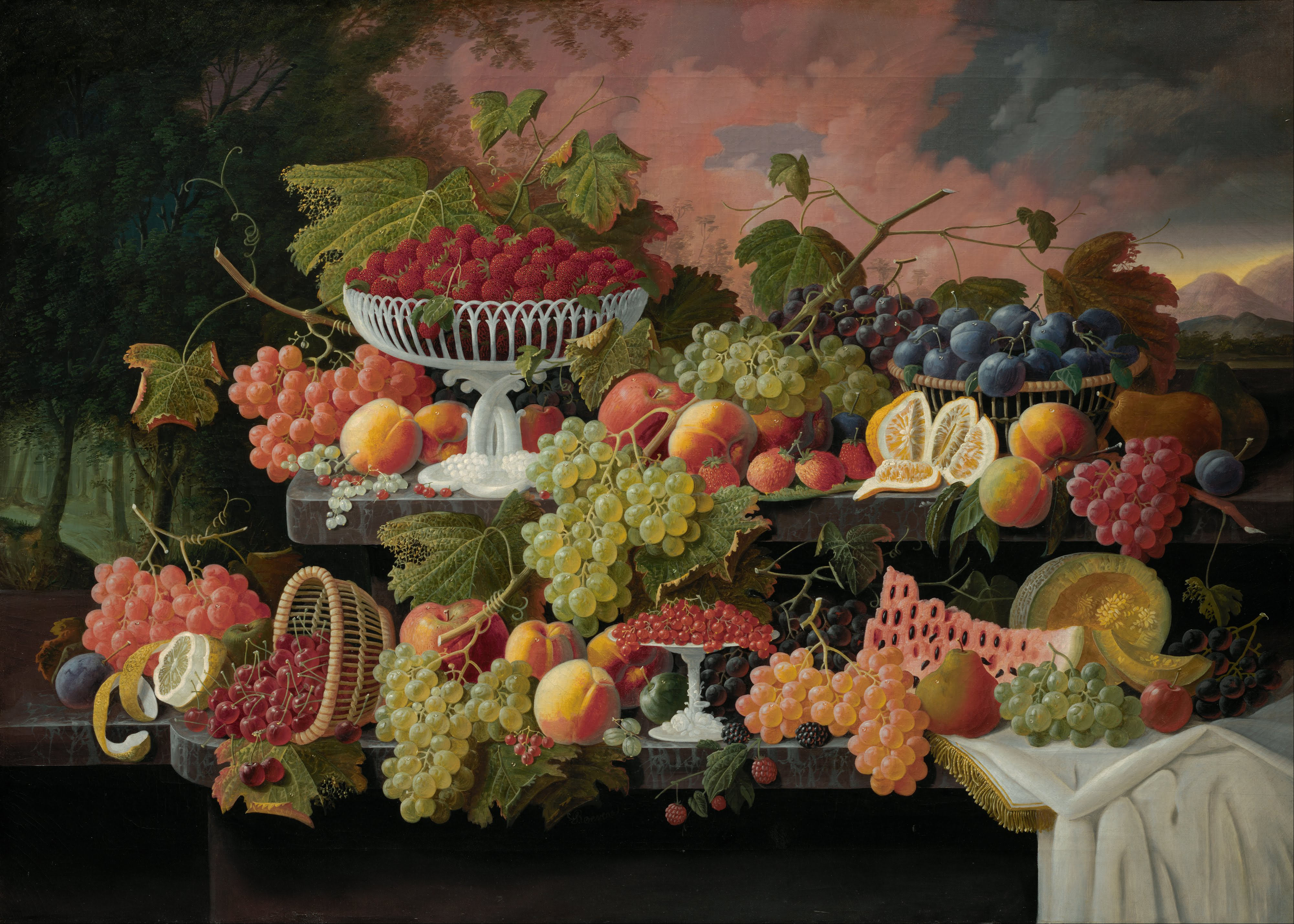

Certains de ces fruits, par greffe, hybridation et autres techniques d'arboriculture et d'horticulture ont donné naissance à des cultivars, comme notamment les variétés sauvages de pommes ou le Sorbopyrus auricularis, issu du croisement intergénérique d'un poirier commun (Pyrus communis L.) et d'un alisier blanc (Sorbus aria).
En gastronomie, ces fruits peuvent connaître divers usages : fruits de table frais ou séchés, gelées, compotes et confitures. Beaucoup de ces fruits anciens servent de bases à des jus de fruits, des eaux-de-vie (notamment par macération dans un alcool blanc), des vins de fruits ou des liqueurs. Sorbets et crème glacée peuvent aussi être préparés avec ces fruits.

## Baies et petits fruits
Dans le langage populaire usuel, le terme de « baie », souvent utilisé au pluriel, désigne les « petits » fruits, à pépins ou à noyau, des arbrisseaux, généralement sauvages, qui bordent les chemins de campagne. Ce sens commun est différent de celui que lui donne la botanique qui définit une baie (botanique) comme un « fruit charnu, indéhiscent, sans noyau mais contenant des pépins ou des graines », la tomate par exemple entrant dès lors dans cette classification. Certains des fruits charnus présentés infra appartiennent donc bien scientifiquement aussi à cet ensemble de « baies » même si la langue commune lui préfère le terme générique de « fruits ».

### Amélanche

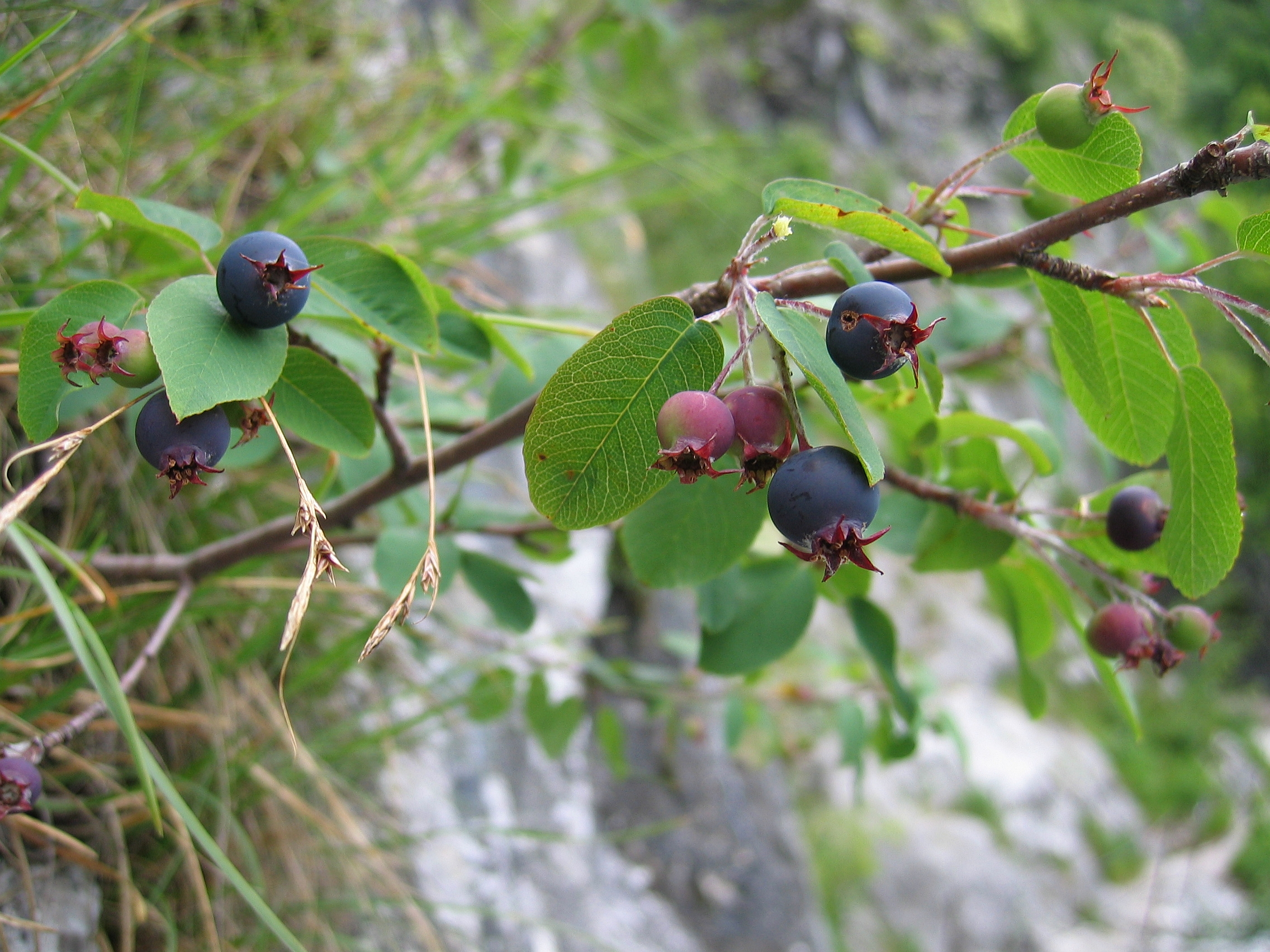
Amélanches

L'amélanche est le fruit de l'amélanchier, arbuste appartenant à la famille des Rosaceae. Surnommé l'Arbre aux Oiseaux dans l'Europe médiévale, on trouvait souvent l'amélanchier dans les jardins des simples des monastères ou des cloîtres.
Les fruits de l'amélanchier sont des piridions ressemblant à des baies rouges ou noires, et sont comestibles crus ou cuits.

### «Amour en cage»
L’alkékenge (Physalis alkekengi) - aussi appelée  « Amour-en-cage », « Coqueret alkékenge », « Lanterne », « Cerise d'hiver » ou encore « Cerise de juif » - est une espèce de plante du genre Physalis de la famille des Solanaceae. La plante est surtout connue pour son faux-fruit, une baie comestible de couleur orange enfermée dans un calice rouge orangé semblable à une lanterne japonaise. En fin de floraison, le calice se referme sur l'ovaire et forme un ovale parcheminé veiné en réseau de 5 cm de couleurs vives allant de l'orange au rouge emprisonnant le fruit. À maturité du fruit, il devient très fin et translucide, d'où la comparaison fréquente avec une lanterne, puis il s'ouvre. Ces fruits sont à consommer à parfaite maturité, car, immatures, ils sont toxiques. La récolte s’effectue d’août à octobre.
Indigène en Europe, sa cueillette est attestée dès le Néolithique sur des sites préhistoriques comme ceux du lac de Chalain dans le Jura français.[réf. nécessaire]

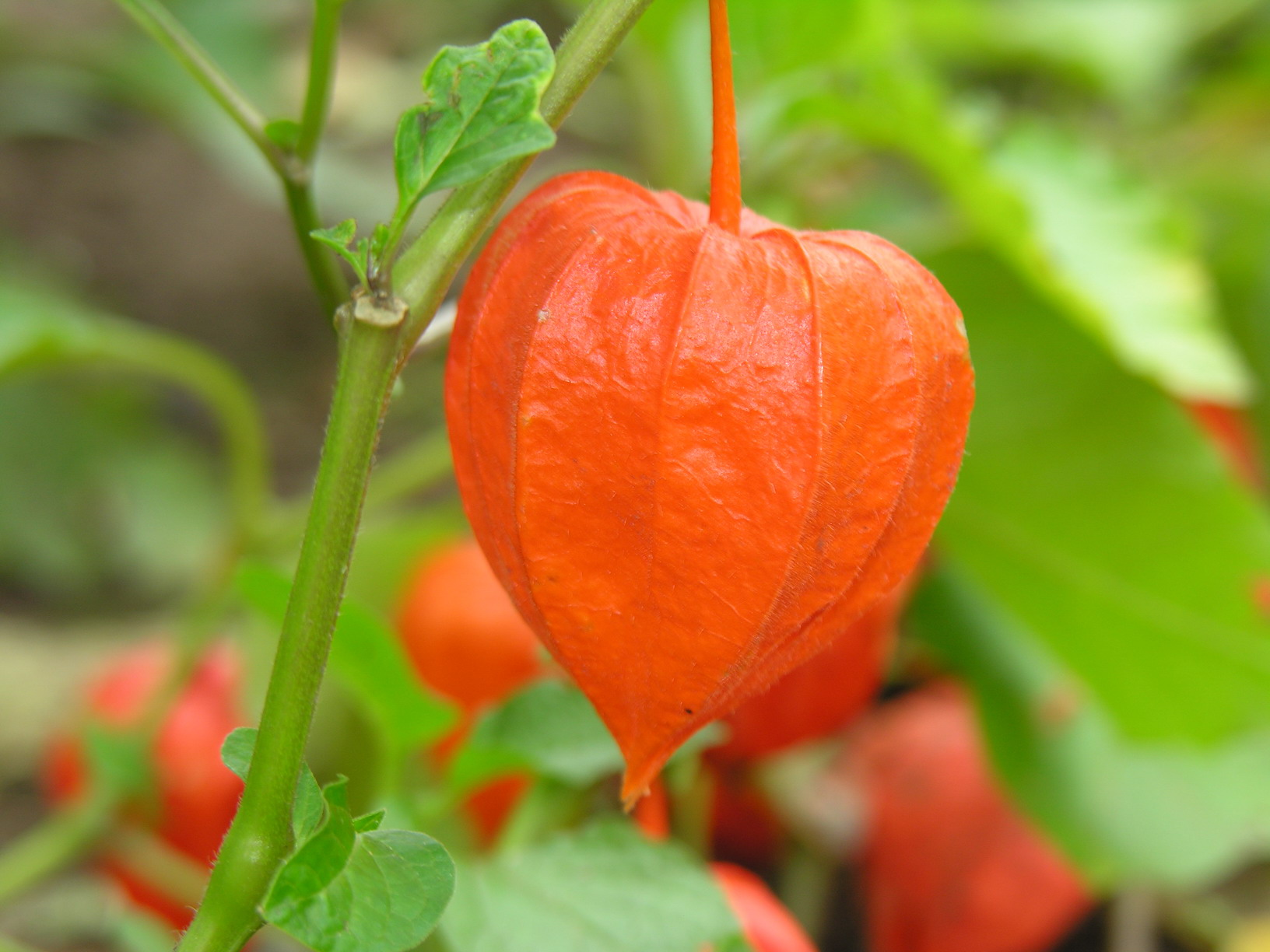
Fruit immature.
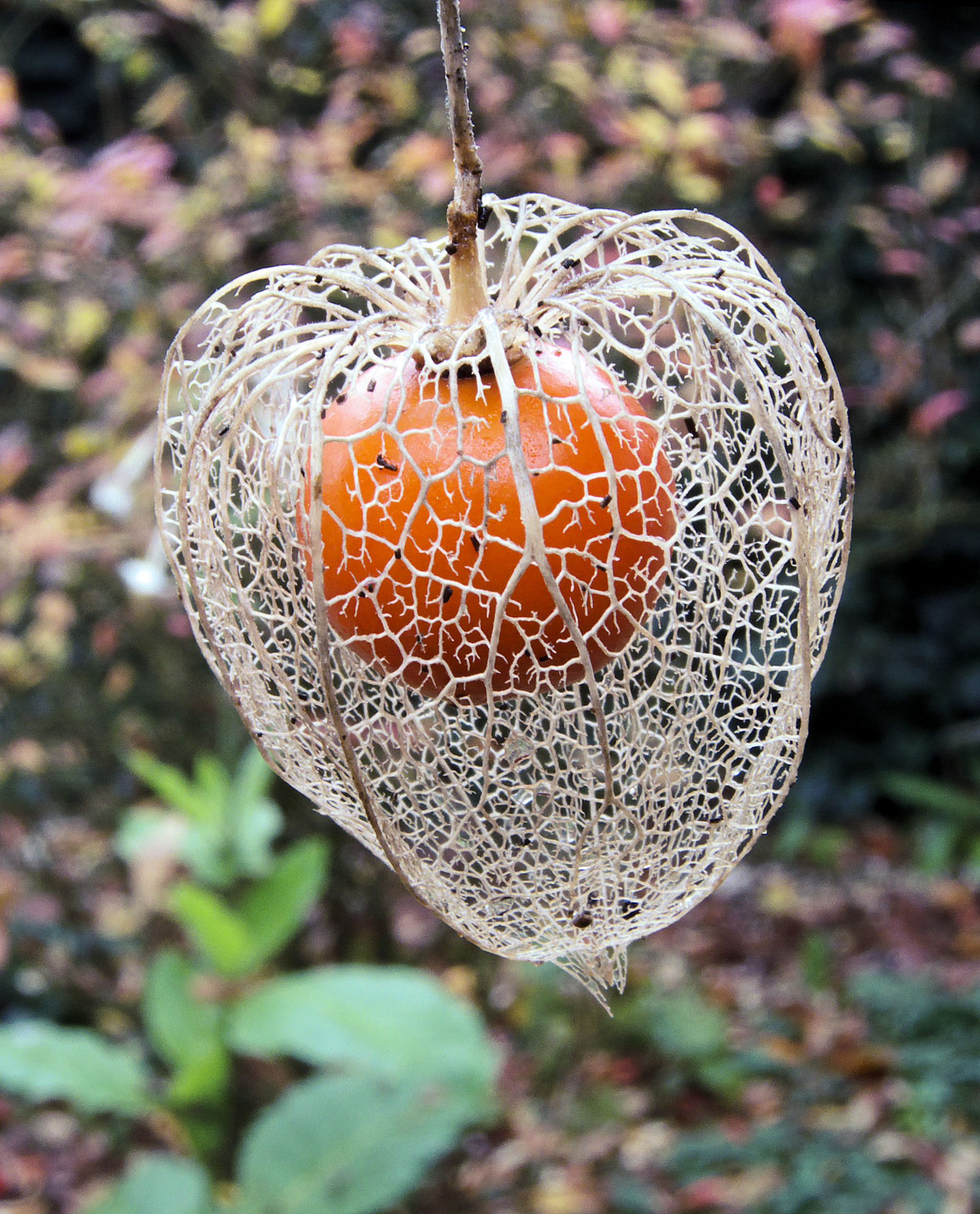
Fruit mûr.

### Arbouse

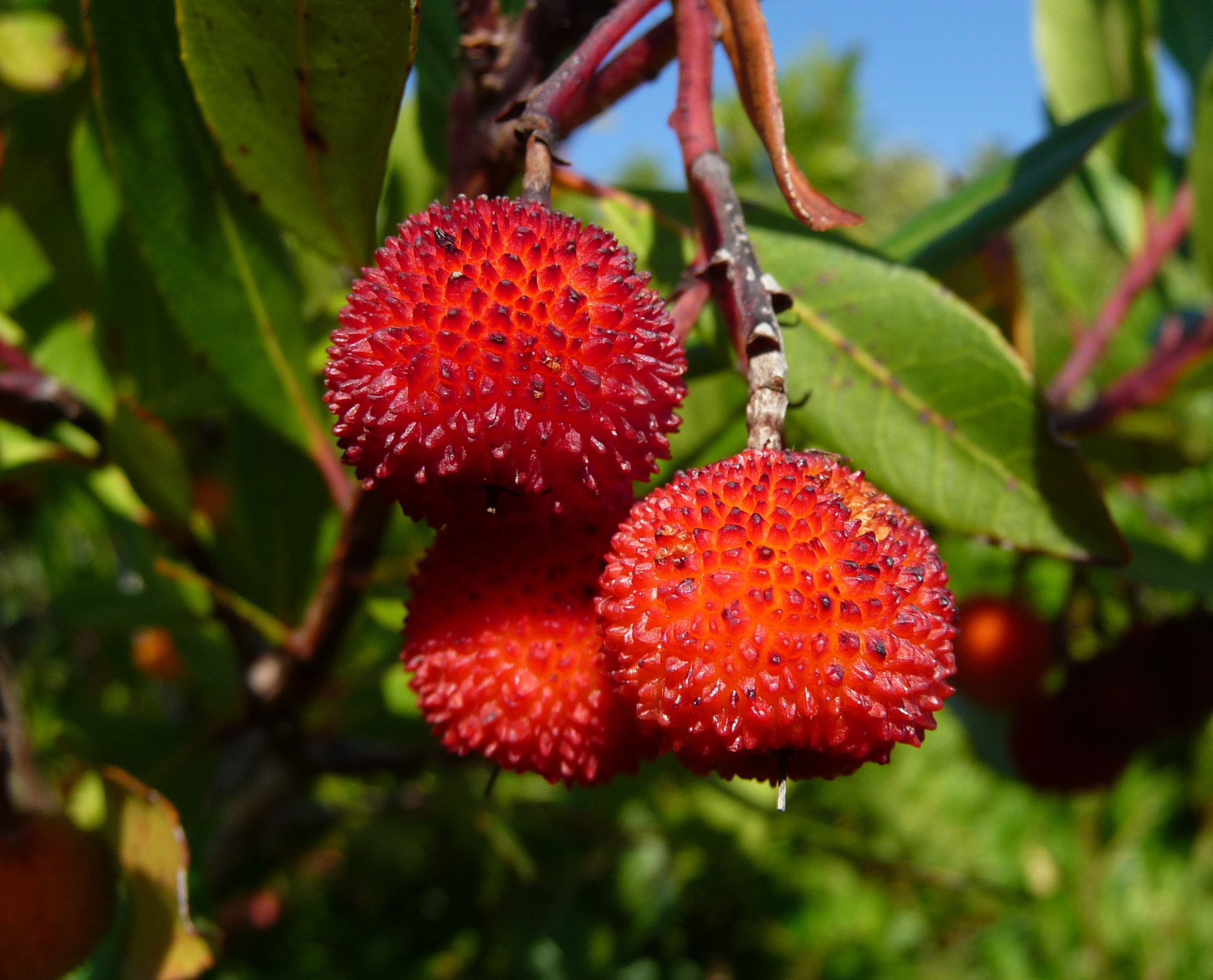
Arbouses

L'arbouse est le fruit de l'arbousier commun (Arbutus unedo, famille des Ericaceae), aussi appelé fraisier en arbre ou arbre à fraises. C'est une espèce d'arbustes ou de petits arbres de la famille des Ericaceae, notamment répandus dans le Midi de la France et en Corse, ainsi que dans l'ensemble du pourtour méditerranéen occidental, avec également une population indigène dans le sud-ouest de l'Irlande. Le fruit, arbouse, est une baie sphérique, de 1 à 2 cm de diamètre, de couleur orange à rouge à maturité, couverte de petites pointes coniques qui le font ressembler à une fraise. Ce fruit, sucré mais peu savoureux, est comestible. On peut le consommer cru, saupoudré de sucre et arrosé d'un vin de liqueur. Il ne faut cependant pas en abuser car il est assez indigeste, en particulier pour les jeunes enfants qui le rejettent par des vomissements.
On peut aussi en faire des confitures. En Espagne, il entre dans la composition de sorbets,.

### Argouse

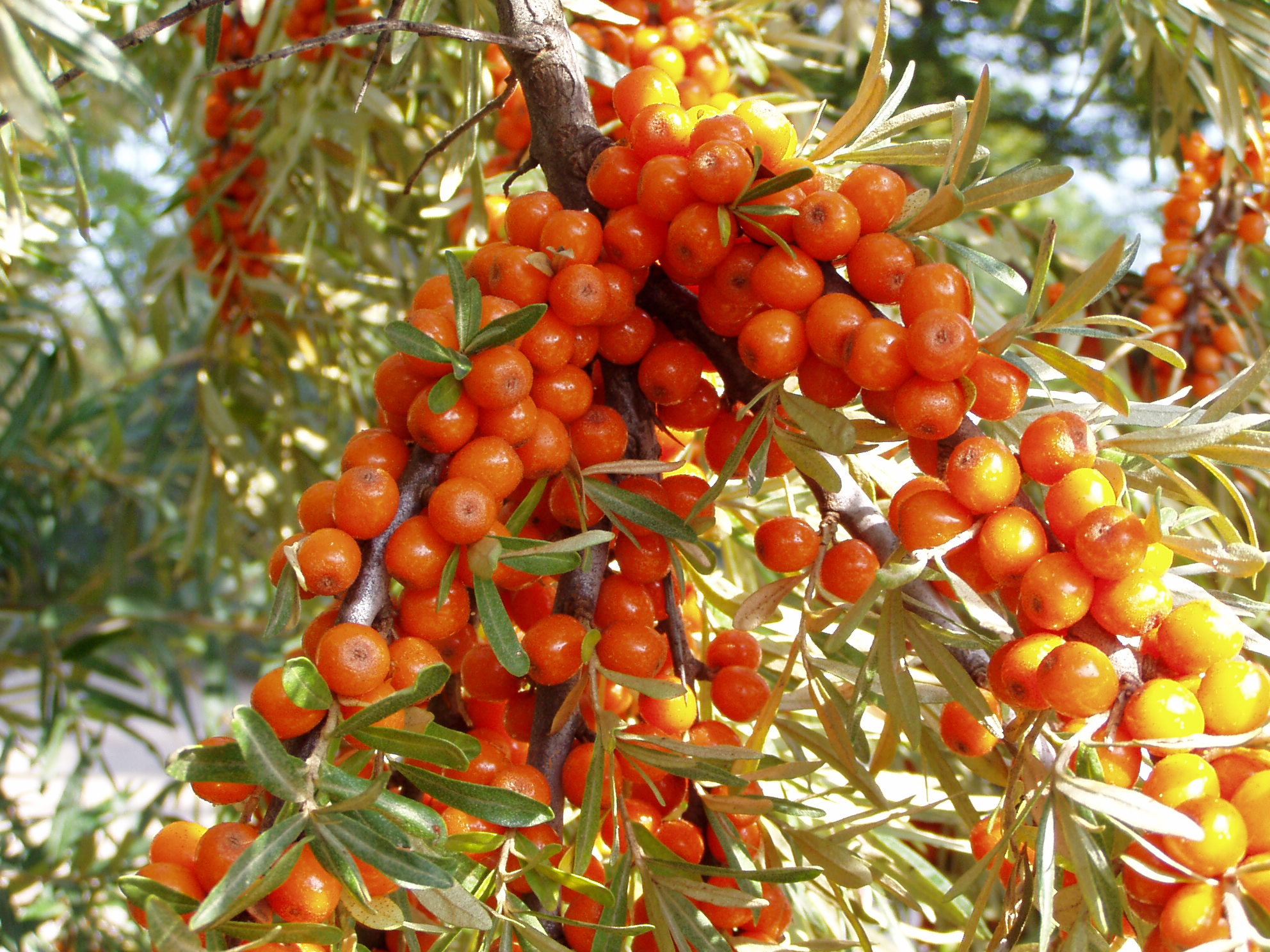
Argouses

L'argouse est le fruit de l'argousier (Hippophae rhamnoides L.), une espèce d'arbrisseau épineux originaire des zones tempérées d'Europe et d'Asie. De couleur orange, les fruits se présentent sous forme de grappes.

« Les argouses se cueillent à maturité, de préférence avec des ciseaux et se conservent mal. Très riches en vitamine C (8 à 10 fois plus que les agrumes), et en carotène, parfumées et acidulées, elles se consomment en confiture et en gelée »

— Thierry Delhaye, Les petits fruitiers des haies.

### Bigarade

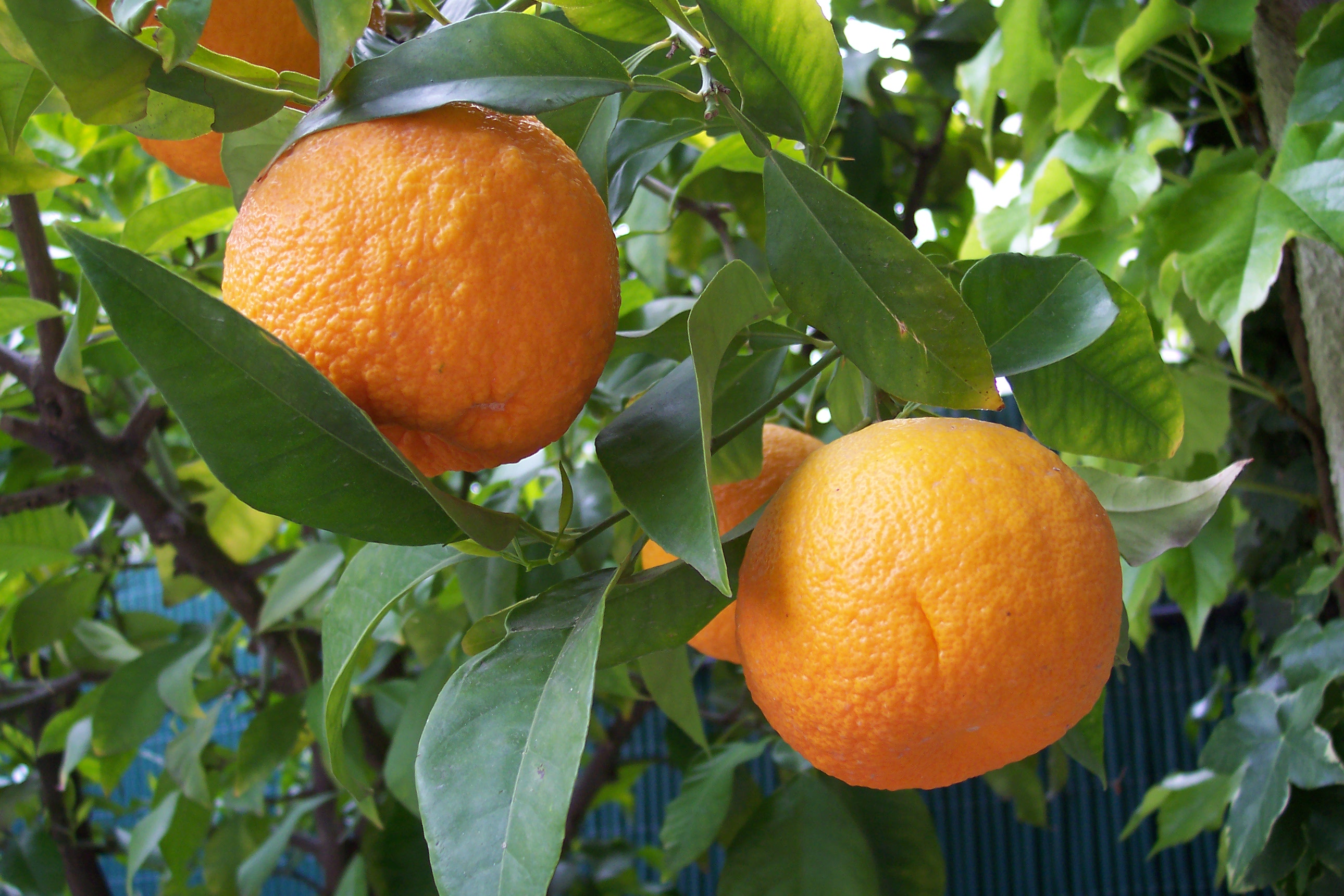
Des bigarades

La bigarade est le fruit du bigaradier, également nommée orange amère (plus rarement, flonge). Ce fruit est plus petit  que l'orange douce et a la peau rugueuse teintée de vert ou de jaune. Sa chair est acide, peu juteuse, très amère et contient beaucoup de pépins. La culture du bigaradier fut introduite dans le sud de la France par les croisades. Les Maures le cultivèrent intensivement près de Séville en Espagne, ce qui valut au fruit son surnom d'orange de Séville.

### Canneberge

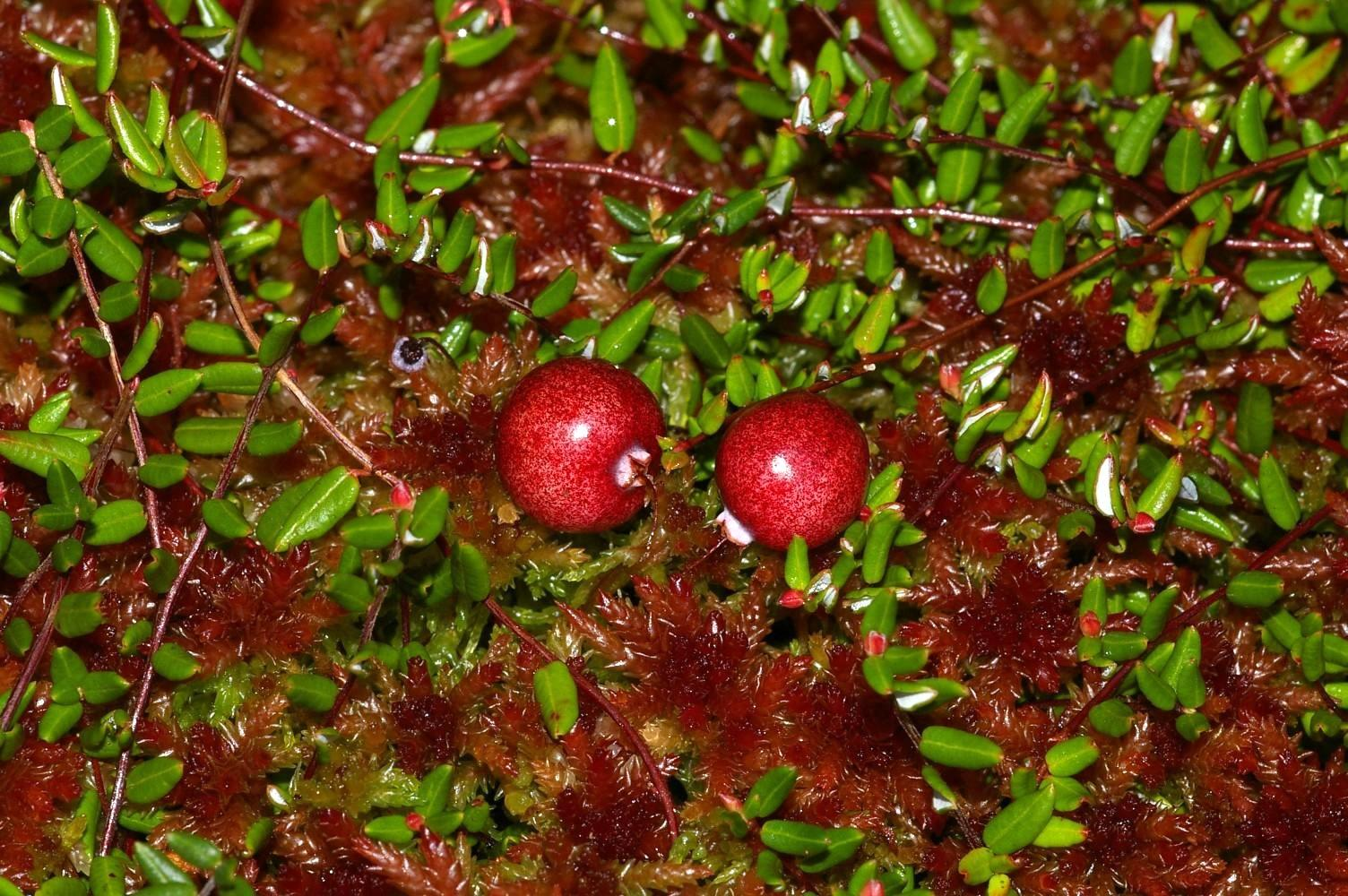
Canneberges

La canneberge est appelée en France « grande airelle rouge d’Amérique du Nord ». La baie est souvent désignée par son nom anglais « cranberry » en Europe.

Elle fait partie des accompagnements de la traditionnelle dinde servie lors du Thanksgiving en Amérique du Nord.

### Cenelle

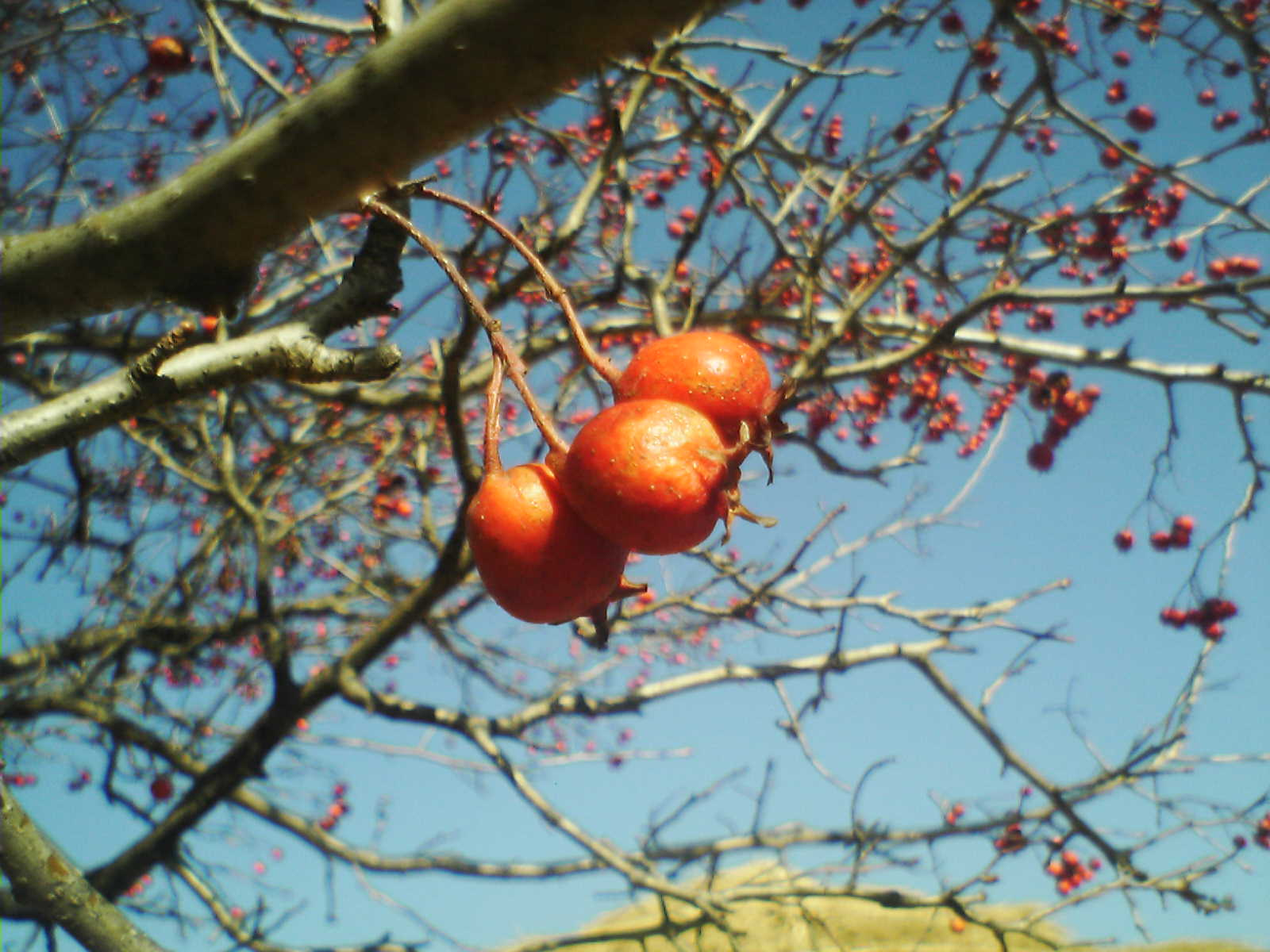
Cenelles de l'aubépine Crataegus altaica

La cenelle est le fruit du cenellier, plus communément appelé « aubépine ». La cenelle est souvent insipide, farineuse et de petite taille. Toutefois, il existe des espèces et variétés d'aubépine utilisées comme des arbres fruitiers classiques  en Europe :
- l'azérolier (Crataegus azarolus) en région méditerranéenne
- Crataegus schraderiana, du sud de l'Europe, fruit très réputé de 15 mm de diamètre au goût de pomme, rustique à -18 °C.

« Cueillie avant sa complète maturité, la baie s'y conservera sans moisir, ..., affinant la saveur de sa pulpe qui affriande merles et grives mieux que cenelles d'épine blanche »

— Jean Rogissart, Passantes d'Octobre

### Cornouille

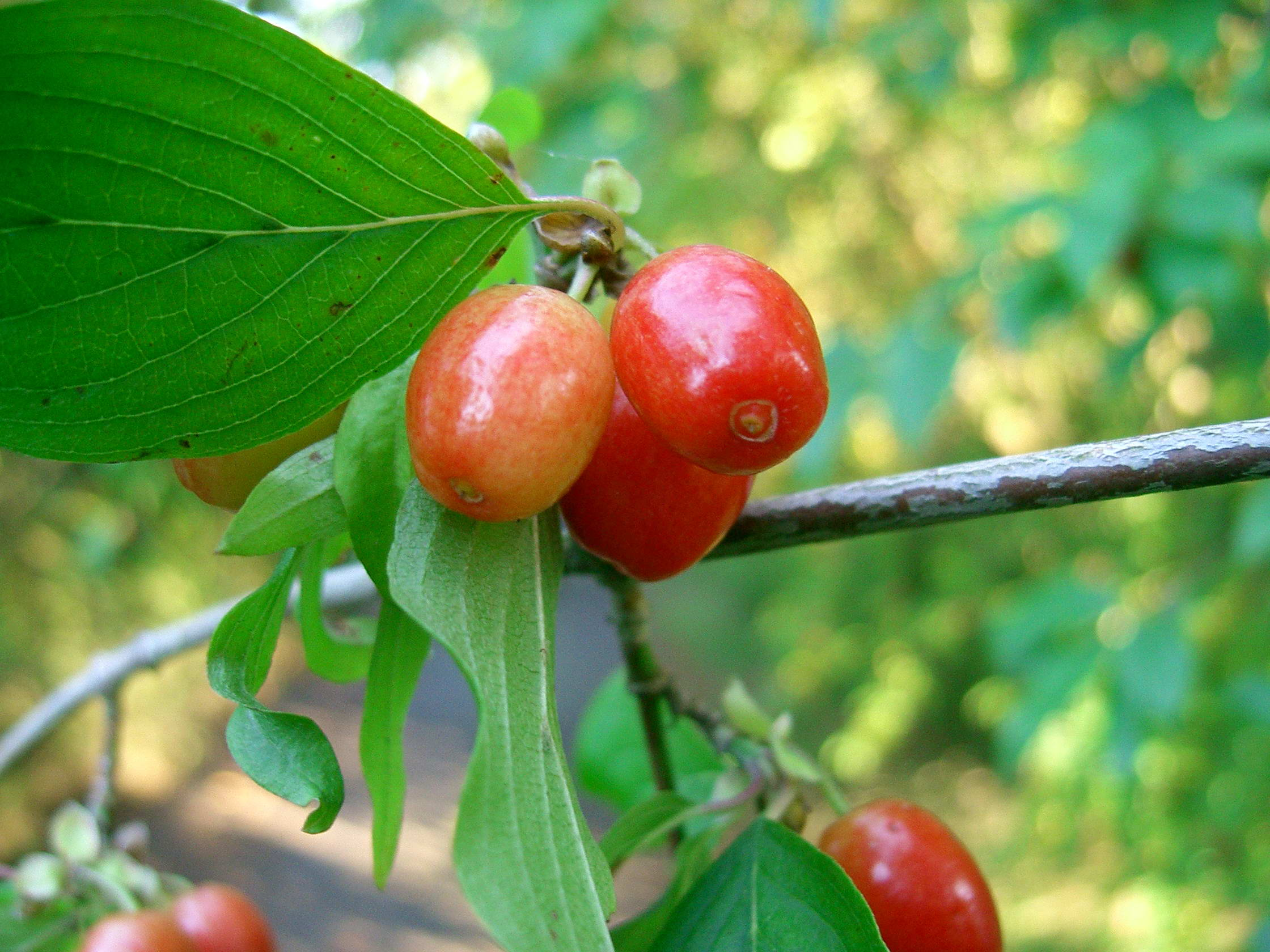
Cornouilles

Les cornouilles du Cornus mas (cornouiller mâle) sont des drupes rouges de 15 à 20 mm de long contenant un gros noyau. Elles ont un goût acidulé rappelant celui de la cerise et sont parfois commercialisées. On les consommera de préférence blettes, par exemple quand les fruits viennent de tomber sur le sol.

« Avec les cornouilles, au goût acidulé rappelant la cerise et la groseille, riches en vitamine C, en sucre et en pectine, on fait surtout de la confiture, nommée kisil en Russie, un sirop, le croniat, remplacé par la grenadine, et de la limonade dans le sud de l’Europe »

— Thierry Delahaye, Les petits fruitiers des haies

### Cynorrhodon

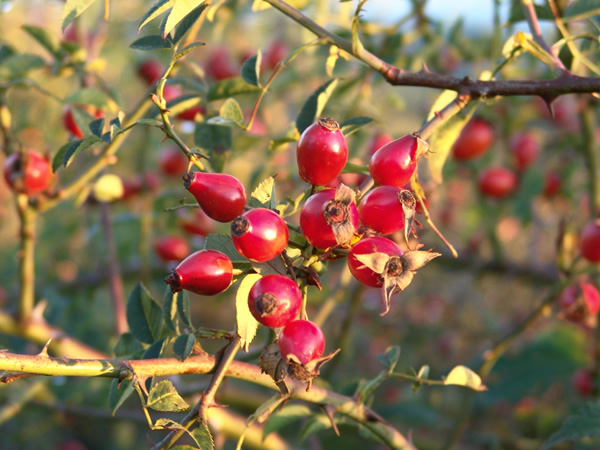
Fruit de l'églantier.

Le cynorrhodon, parfois aussi appelé « gousson » ou « gratte-cul », est le faux-fruit provenant de la transformation du réceptacle floral de l’églantier (Rosa canina), et plus généralement des plantes du genre Rosa, de la famille des Rosacées. Les fruits proprement dits des rosiers sont en fait les akènes situés à l'intérieur. Le cynorrhodon, de forme ovoïde, rouge orangé à maturité, mesure de 15 à 25 mm de long sur 10 à 15 mm de diamètre. Il est charnu mais est tapissé intérieurement de poils et contient des graines elles-mêmes recouvertes de poils irritants.
Cueilli après les premières gelées qui en ramollissent la pulpe, le cynorrhodon a un goût fruité et acidulé, mais sa consommation "en frais" est rendue désagréable par la présence des poils. C'est un fruit très riche en vitamine C.

Le cynorrhodon peut servir à préparer une confiture, ou conserve de cynorrhodon, à ne pas confondre avec la confiture de roses préparée avec les pétales.

### Fraise des bois

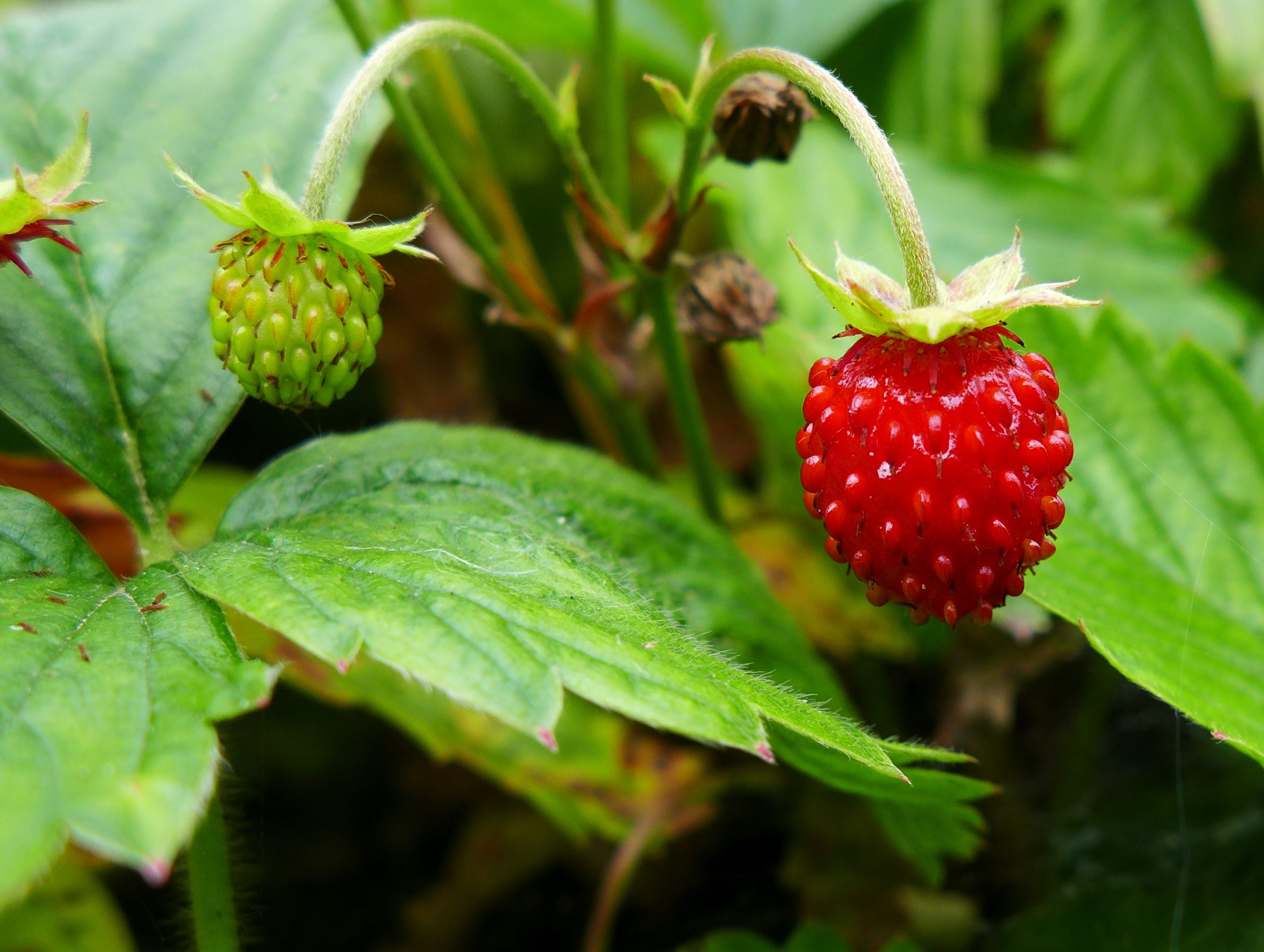
Fraises des bois

Le fraisier des bois est le fraisier sauvage le plus répandu en Europe.
Ses faux-fruits, les fraises des bois, sont réputés pour leur arôme plus recherché que celui des fraises des jardins,,.

« Amédée-François Frézier, né à Chambéry en 1682, cartographe, grand voyageur, ... introduisit en Europe la fraise du Chili alors qu’on n’y connaissait que la fraise des bois »

— Jean de Pingon,  Savoie française

« La fraise des bois est répandue dans toute l’Europe, mais on ne la cultive plus depuis l’apparition de la fraise des Alpes »

— Journal de pharmacie et de chimie

### Griotte de Schaerbeek
Cette variété de cerise griotte cultivée en Belgique est utilisée pour la fabrication de la bière « kriek-lambic ».

### Merise
La merise est le fruit du Prunus avium appartenant au genre Prunus de la famille des Rosaceae. Il est parfois appelé « cerisier des oiseaux », « cerisier sauvage » ou « cerisier des bois ». Avec le cerisier acide (Prunus cerasus), c'est l'une des deux espèces de cerisiers sauvages à l'origine des variétés actuellement cultivées.

### Mûre sauvage (fruit de la ronce commune)

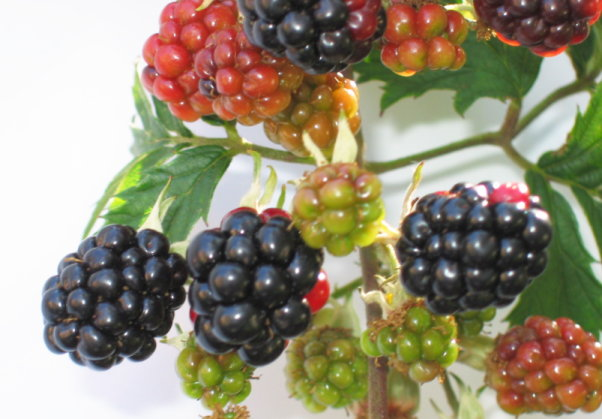
Fruits de la ronce commune

On appelle familièrement « mûre », « mûron » ou « mûre sauvage », par analogie de forme avec celui du véritable mûrier, le fruit de la ronce commune, buisson épineux très envahissant du genre Rubus de la famille des Rosacées. Proche du framboisier, cette plante vivace, improprement dite « mûrier sauvage », n'a en fait rien de commun avec le mûrier.

### Prunelle

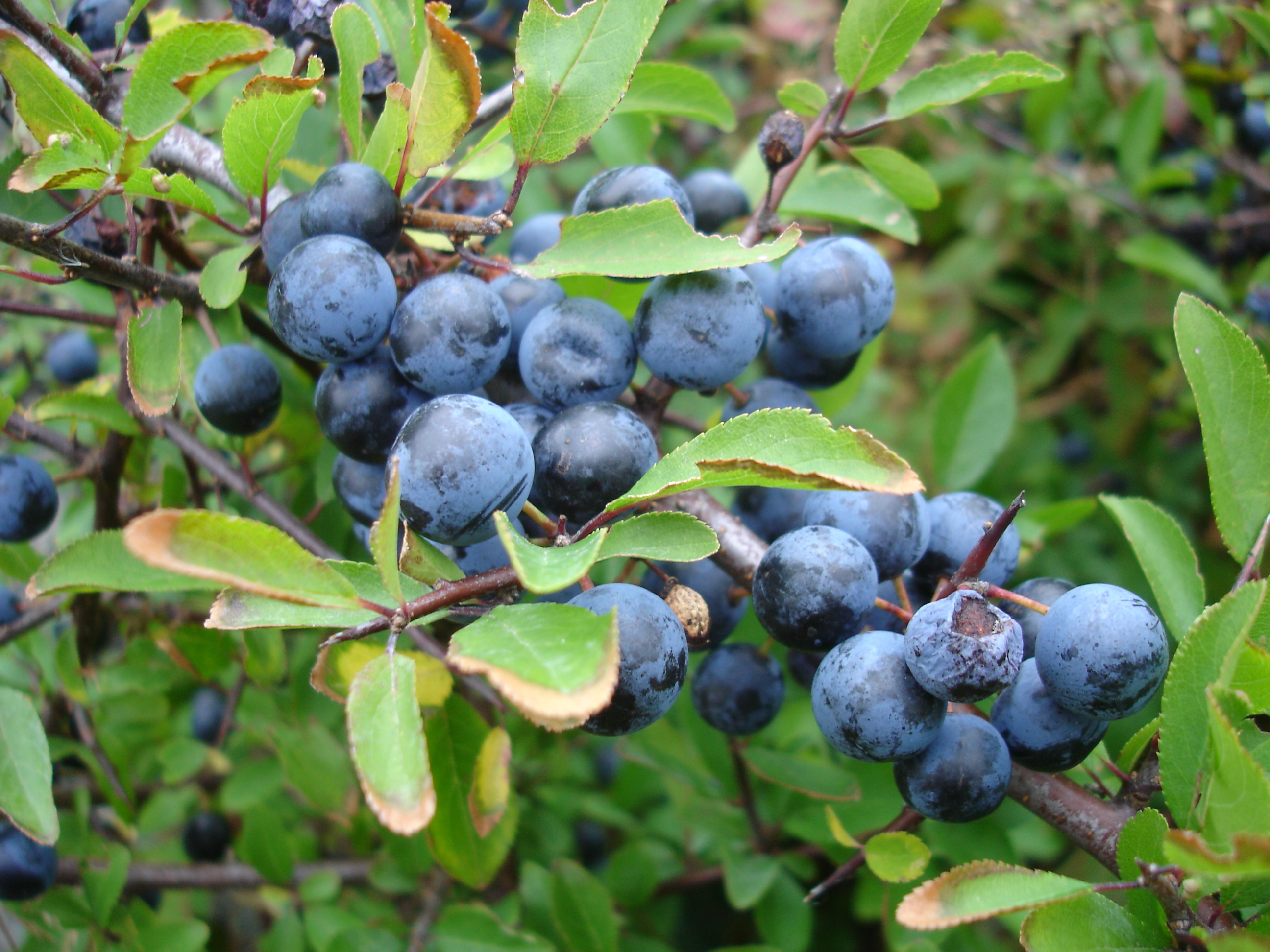
Prunelles.

La prunelle est le fruit du prunellier (prunus spinosa, famille des Rosaceae)), appelé aussi prunier épineux, ou épine noire, ou du prunellier à gros fruits (Prunus ×fruticans).
Dans certaines régions de France (Bourbonnais, Bugey, Charolais, Franche-Comté, Sologne…), ce fruit est appelé « plosse ». « On trouve des variantes « beloce », « blosse » en Normandie, « belosse » en Savoie, « plousse » ou « palousse » dans le Jura, « pelousse », « pialoussi » dans le Forez » - noms d'origine celte.
Le prunellier est un arbrisseau épineux très commun dans toute l'Europe. Le prunellier à gros fruits, plus rare, est un hybride d'origine inconnue, qui présente des caractères intermédiaires entre le prunellier et le prunier sauvage.
Les prunelles sont de petites drupes recouvertes de pruine, très acerbes, qui ne sont consommables que si on les récolte après les premières gelées. On peut en faire des compotes et en préparer une eau-de-vie, la prunelle, des liqueurs et des ratafias.

### Baies de sureau

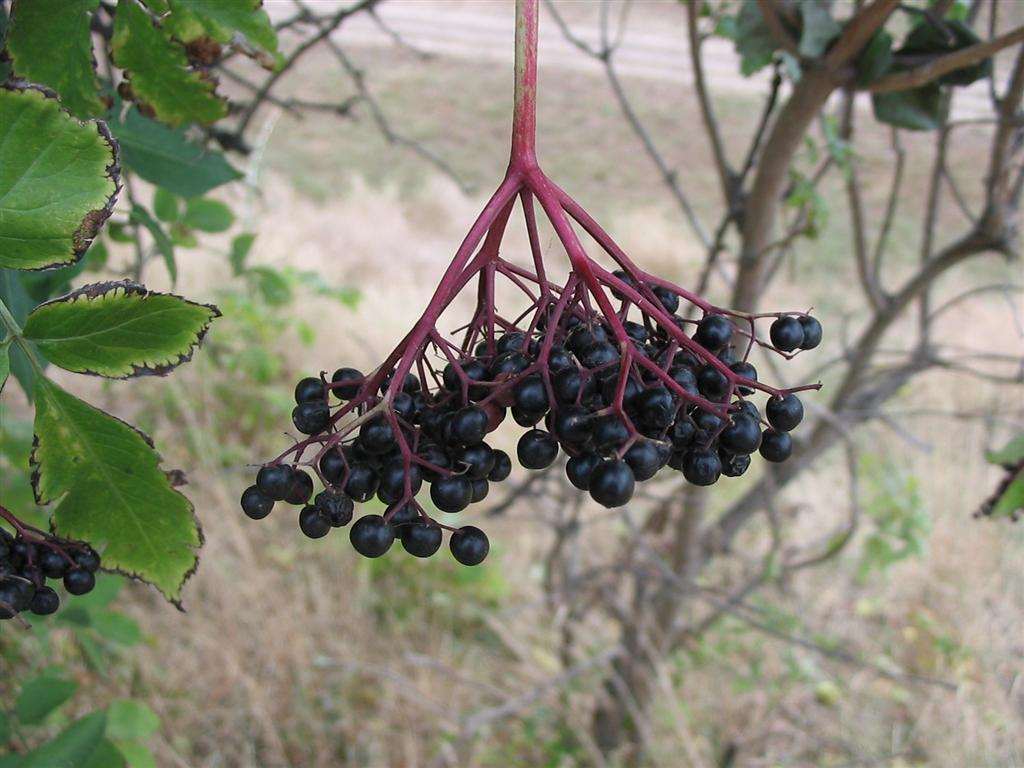
Baies du sureau.

La consommation des baies crues du sureau n'est pas conseillée, car elles sont légèrement toxiques et peuvent provoquer des vomissements surtout quand elles ne sont pas mûres. La toxicité est détruite lors de la cuisson.
« Le vin de sureau est un vin de fruits fait des baies fermentées du sureau. Il est commun dans les pays nordiques d’Europe. Il est composé pour l'essentiel de baies de sureau, d'eau, d'épices à marinade, de sucre et de levure ». Les fruits aussi bien que les fleurs peuvent être transformés en vin. On peut aussi faire du « vinaigre de sureau » en laissant macérer au soleil, des fleurs de sureau dans du vinaigre de vin. Il est utilisé dans les salades, seul ou comme base de vinaigrette.

## Fruits charnus

### Coing
Le coing est un fruit originaire d'Asie Mineure et du Caucase. Les Grecs et les Romains apportèrent ce fruit en Espagne. Ils mangeaient le fruit cuit et sucré au miel. Les Romains l'utilisaient aussi pour fabriquer une liqueur d'orujo (boisson alcoolisée), vin rouge et coing.
La pâte de coing est depuis toujours une friandise appréciée en France – elle est une de ces douceurs parfois dégustées à Noël dans la tradition méridionale des treize desserts – et également en Espagne depuis l'époque mauresque. 

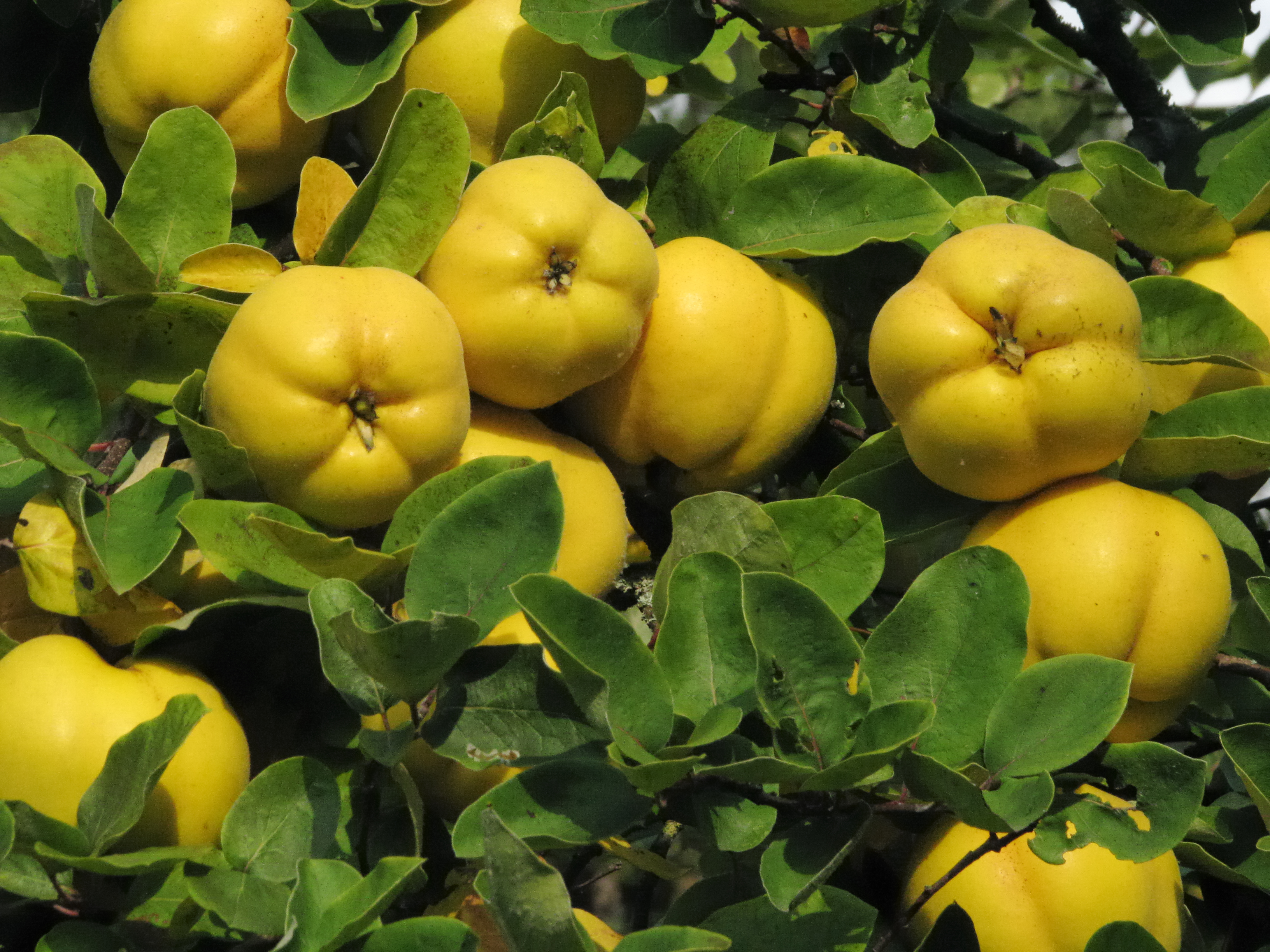
Coings.
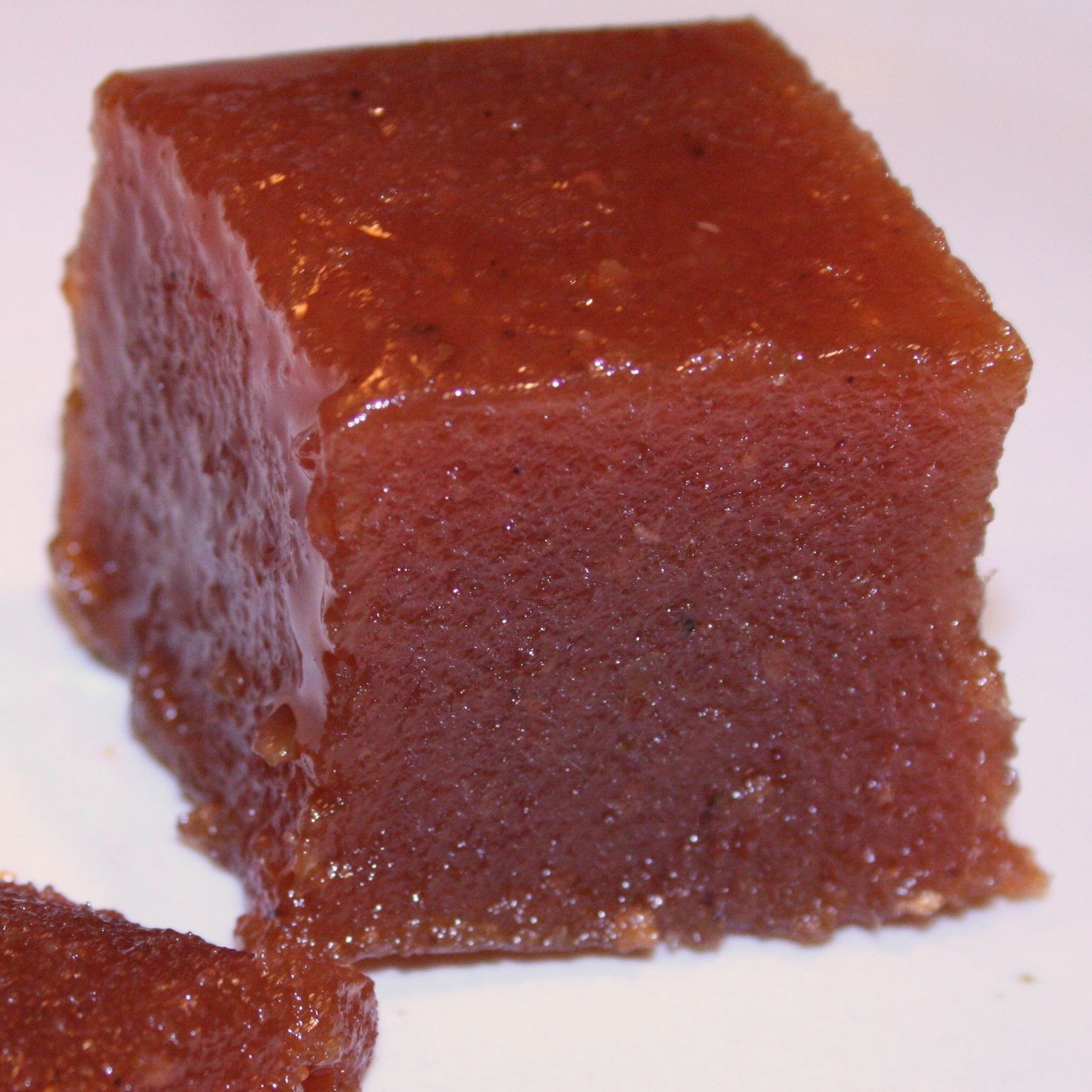
Dulce de membrillo, pâte de coing espagnole.
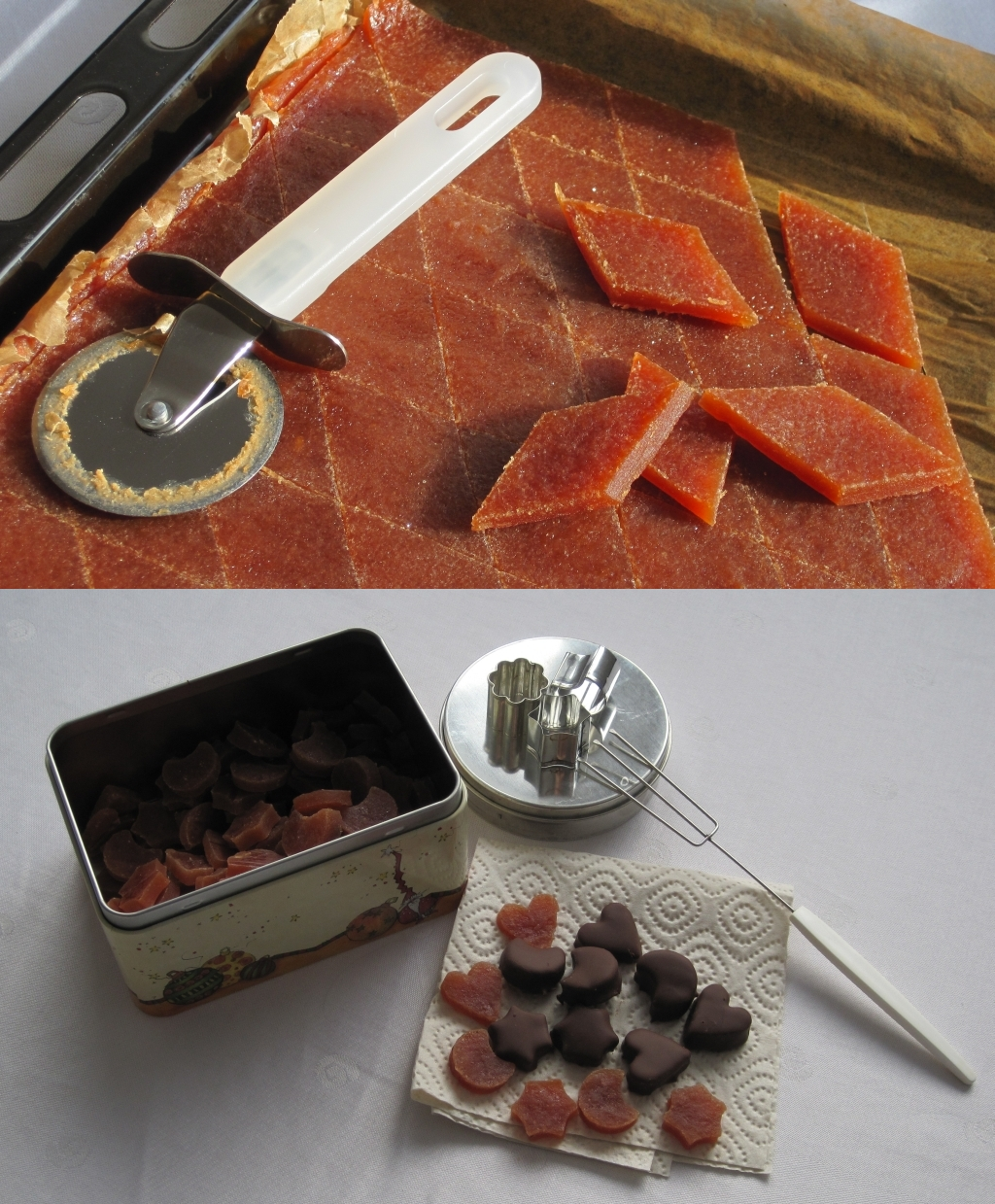
Friandises à base de pâte de coing

### Nèfle

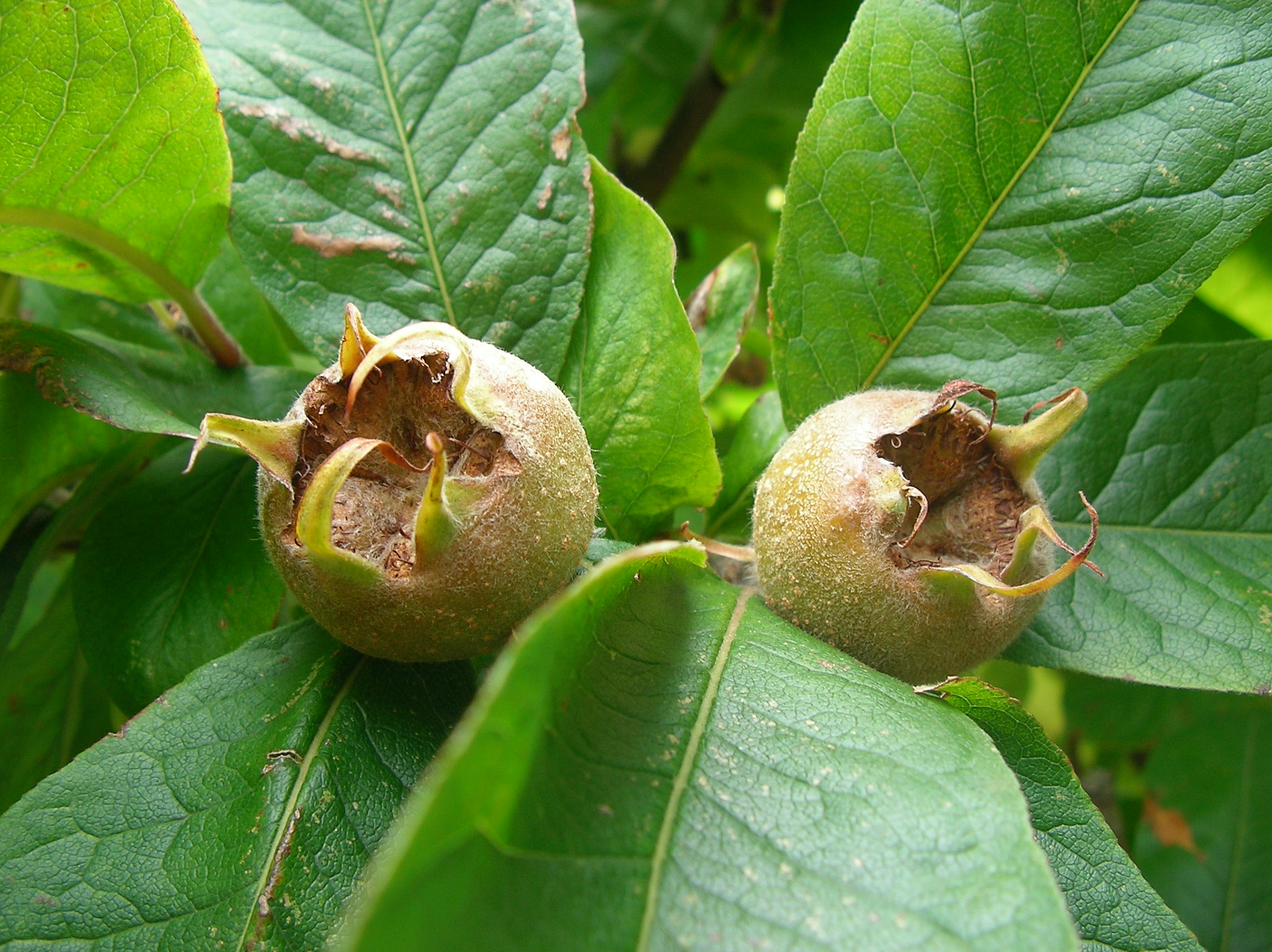
Nèfles.

La nèfle, fruit du néflier commun, (à ne pas confondre avec la nèfle du Japon) est un fruit d'hiver, autrefois commun. Originaire des confins sud de l'Europe et de l'Asie, il ne fait plus l'objet que de cultures réduites en France, mais on le rencontre très fréquemment dans les vergers de l'Europe balkanique et centrale.
La nèfle a la particularité de ne pas être consommable à maturité ; elle ne peut être consommée qu'après blettissement. La récolte a donc lieu à complète maturité, en général après les premières gelées, et le blettissement consiste à disposer les fruits sur un lit de paille pendant une quinzaine de jours. Il se produit alors une fermentation naturelle qui modifie sa composition chimique et le ramollit. Le fruit blet est sucré, mais ne contient pas de saccharose, seulement un mélange de glucose et du fructose (sucre inverti) et un peu d'alcool. La nèfle a un goût un peu vineux qui se rapproche de celui de la pomme.

### Poire
Variétés anciennes ou disparues
La pérouille ou « prouille », fruit du pérouiller, est une ancienne variété de poires, qui existe au Pays basque. Le fruit, à la chair jaune, est de petite taille (5 cm environ). Elle peut être utilisée pour faire de la confiture.

### Pomme
Pommes sauvages

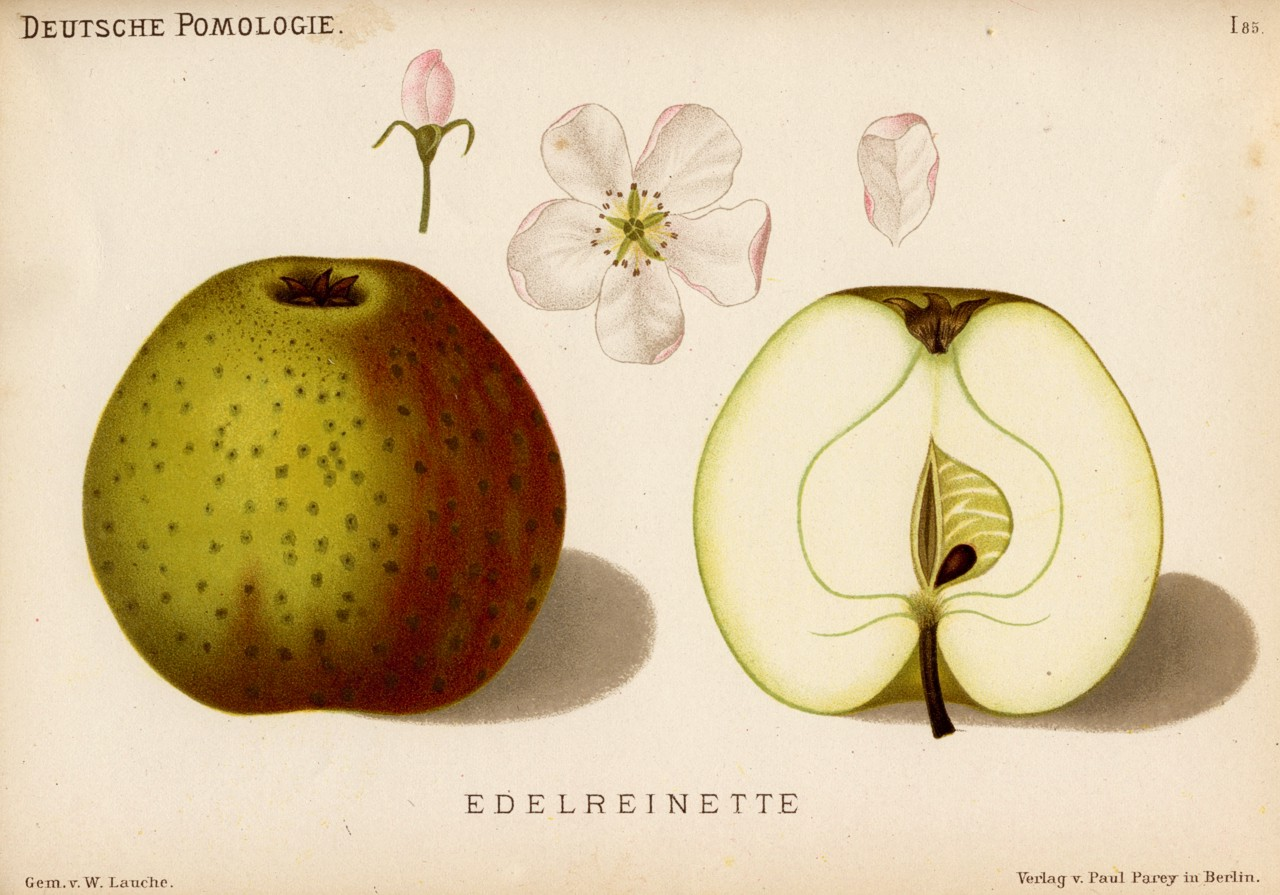
Reinette franche.

Le Pommier sauvage ou « Pommier des bois » (nom scientifique : Malus sylvestris (L.) Mill. anciennement Malus mitis ou Malus acerba), appelé aussi « boquettier », est une espèce de la famille des Rosacées, spontanée dans toute l'Europe et parfois cultivé.
Autrefois, on pensait qu'il s'agissait de l'ancêtre du pommier domestique (Malus pumila), mais on sait maintenant que celui-ci descend d'une espèce d'Asie centrale, Malus sieversii sauf pour de rares cultivars issus d'hybridations entre ces deux espèces comme la Granny smith.
Variétés anciennes ou disparues
Reinettes

### Sorbe (fruit du sorbier)

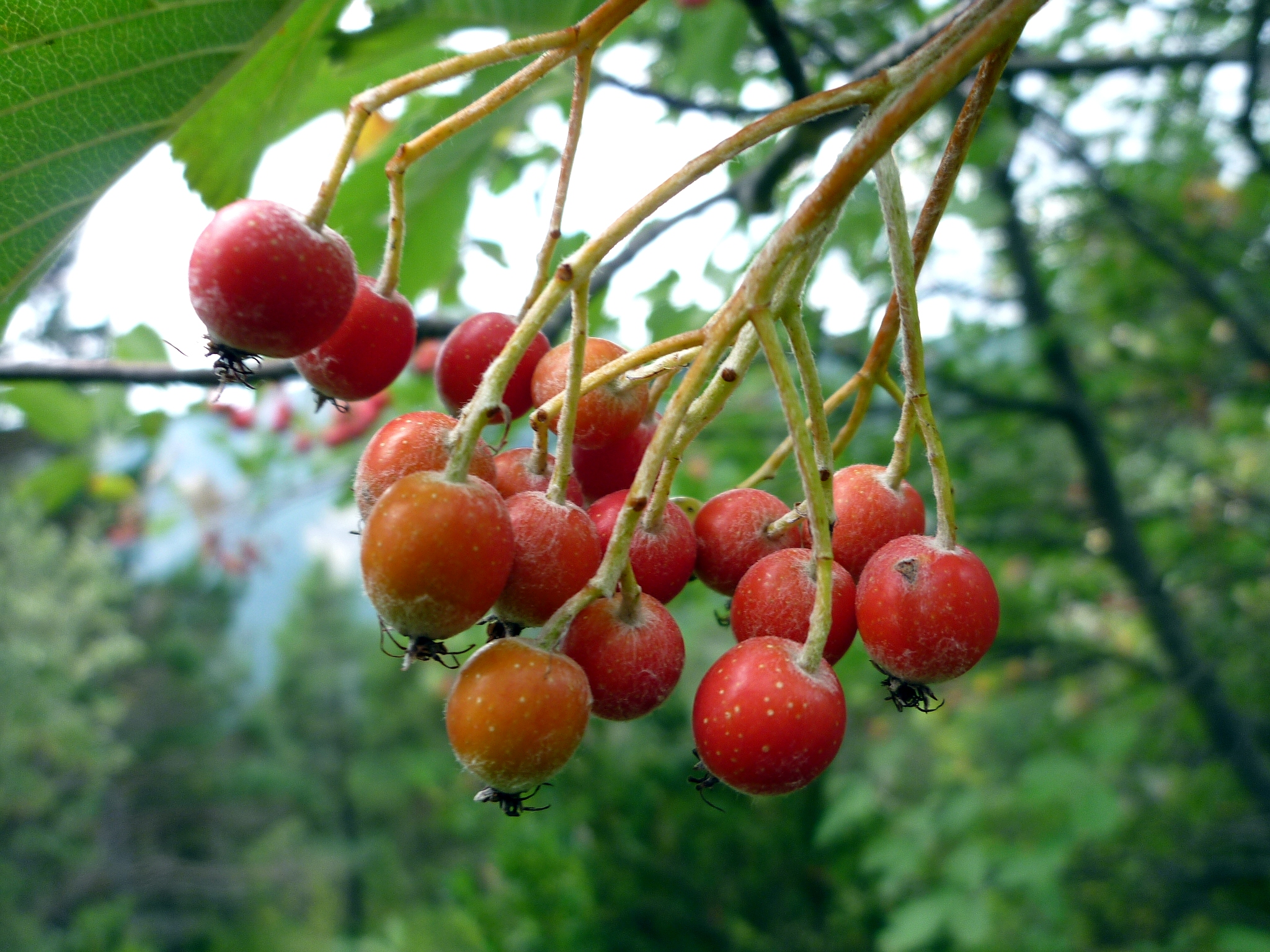
Fruits du sorbier

Le fruit du Sorbus aria, aussi appelé « alisier blanc », est lui aussi comestible. Le croisement de l'alisier blanc avec le poirier commun a donné naissance à un hybride intergénérique nommé ×Sorbopyrus auricularis.

## Varia

### Melon de Tours
Le melon de Tours, aussi appelé sucrin, est assez productif et sa chair sucrée est rouge orangée. Il a été supplanté par les variétés charentaises comme le « cantaloup charentais » ou le « charentais brodé ».
D'autres variétés anciennes sont encore cultivées, mais semblent être en voie de disparition : serpent, rouge de Perse, petit gris de Rennes et melon de Trets.

## Graines  et fruits secs

### Faîne

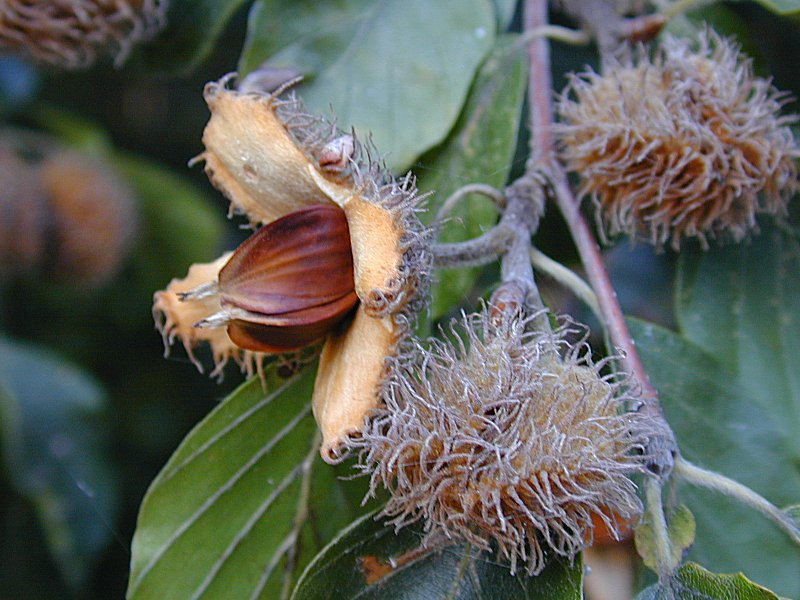
Faînes dans leurs cupules.

La faîne, fruit sec (akène) du hêtre, contient une amande (graine) comestible. La faîne faisait déjà partie de l'alimentation en Grèce antique. En raison de leur teneur élevée en acide oxalique et en triméthylamine, les faînes sont toxiques lorsqu'elles sont consommées en grande quantité.

### Noisette
La noisette du coudrier est consommée en Europe depuis la Préhistoire et est devenue un fruit sec de culture et de consommation courante, les variétés sauvages de l'arbuste se retrouvant dans les haies bocagères.

### Pignon
Le pignon est la graine du pin pignon ou pin parasol (Pinus pinea, famille des Pinaceae), Cet arbre est présent sur tout le littoral de la Méditerranée et de la mer Noire. Le pignon, dont l'amande riche en huile est comestible, est utilisé depuis l'Antiquité. On s'en sert en particulier en pâtisserie et confiserie. Dans la cuisine italienne, il sert de base à la préparation du pesto.

## Valeur nutritionnelle et pharmacopée

### Nutrition
Les faînes sont riches en lipides (elles contiennent 40 % de matières grasses constituées de 75 % d'acides non saturés) et glucides. Les tanins  qu'elles enferment les rendent légèrement astringentes pour l'homme, voire légèrement toxiques si elles sont consommées en grande quantité, en raison de la présence d'une substance nommée « Choline »

### Pharmacopée
Les baies de sureau servent également à la préparation de sirop pour les voies respiratoires supérieures.
Les baies de l'alisier Sorbus torminalis sont réputées pour leur capacité à traiter les coliques, l'adjectif latin, torminalis signifiant « bon pour les coliques ».

## Causes de la raréfaction et préservation

### Impact des modifications de l'environnement sur la préservation des espèces
Les modifications de l'environnement sont une cause de raréfaction de certaines sortes de fruits  et d'arbres fruitiers sauvages ou rares, remembrements agricoles ou travaux de voiries entraînant la destruction des haies et boqueteaux où poussent ces végétaux. Des haies de mûriers sauvages sont ainsi régulièrement détruites sur les bas-côtés des routes pour permettre l'aménagement de terre-pleins pour les piétons.

### Organisations de préservation
Devant la disparition progressive des espèces indigènes, plusieurs organisations se sont créées dans le but de les protéger et les sauver, soit via des actions citoyennes, soit par des programmes nationaux ou internationaux. C'est en particulier le cas de l'ECPGR (European Cooperative Programme for Plant Genetic Resources)  qui regroupe 43 pays européens, ou de l'organisation Pro Specie Rara  en Suisse et de son opération Tomates urbaines.

## Aspects économiques

### Rentabilité et rendements
La rareté de ces fruits dans les étals peut être expliquée par leur coût à la culture ou à la cueillette, le peu de demande du marché ou à leur fragilité à la manutention.

### Production horticole hors Europe et commerce
Si la plupart de ces fruits méconnus ou rares sont peu cultivés à grande échelle dans les pays européens, il en va autrement hors d'Europe.
| Production de coings en tonnes. Chiffres 2004-2005 Données de FAOSTAT (FAO) Base de données de la FAO, accès du 14 novembre 2006 |         |       |         |       |
| Turquie | 110 000 | 31 %  | 110 000 | 28 %  |
| Chine | 84 500  | 24 %  | 88 000  | 22 %  |
| Maroc | 28 000  | 7 %   | 30 000  | 8 %   |
| Argentine | 25 667  | 7 %   | 25 667  | 7 %   |
| Iran | 25 000  | 7 %   | 25 000  | 6 %   |
| Serbie-et-Monténégro | 11 620  | 3 %   | 10 400  | 3 %   |
| Uruguay | 9 000   | 3 %   | 9 000   | 2 %   |
| Russie | 7 310   | 2 %   | 8 000   | 2 %   |
| Roumanie | 8 000   | 2 %   | 8 000   | 2 %   |
| Mexique | 7 550   | 2 %   | 7 550   | 2 %   |
| Autres pays | 64 662  | 18 %  | 70 104  | 18 %  |
| Total | 381 309 | 100 % | 391 721 | 100 % |

## Brève histoire des fruits en Europe
Les paléoanthropologues ont pu confirmer que les chasseurs-cueilleurs préhistoriques européens se nourrissaient d'une grande variété de fruits et graines dès le Paléolithique : le Musée de Préhistoire des gorges du Verdon a pu reconstituer un « jardin néolithique » dans un espace où existent déjà à l’état naturel des arbres dont les fruits étaient consommés durant cette période : noisettes et noix, pommes et poires, glands.

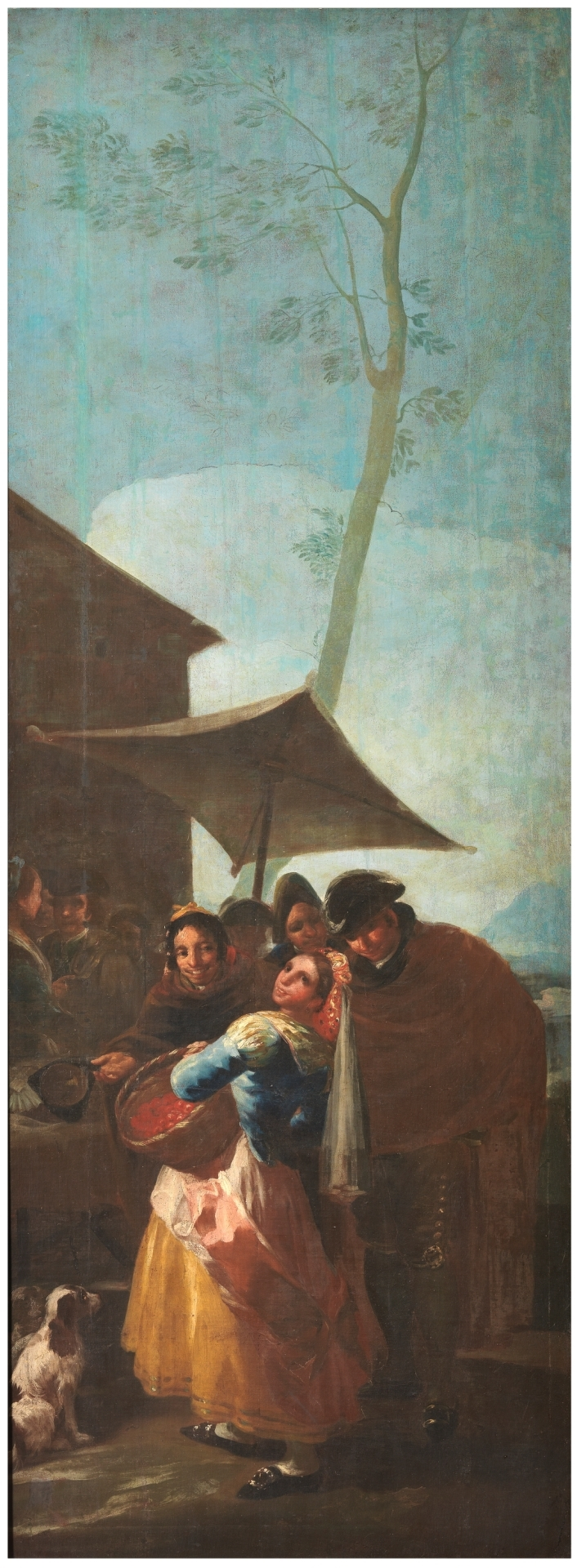
La Vendeuse de cenelle, Francisco de Goya, réalisé entre 1778 et 1779.

La viticulture en France trouve ses sources à l'époque de la colonisation grecque. Les premiers comptoirs grecs établis sur les rivages méridionaux de ce qu'aujourd'hui est la France furent fondés entre le VIIe et le VIe siècles av. J.-C. par les Grecs phocéens, qui y apportèrent la culture de la vigne, les vignobles étant alors circonscrits à d'étroits espaces proches du littoral avant de se diffuser dans la Gaule celtique. Puis les Romains commencèrent à étendre la production et la consommation de vin à l'ensemble du territoire de la Gaule. La production de la Gaule narbonnaise commençant à concurrencer les vins italiens, en 92 l’empereur Domitien fit interdire la plantation de vignes et ordonna l’arrachage de 50 % du vignoble méditerranéen, interdiction levée seulement en 276 par un édit de Probus qui « remplit la Gaule de vignobles » (expression d'Aurelius Victor) pour s'attirer la faveur des Gaulois face à la menace des invasions barbares. Les vignobles bordelais, languedocien et rhodanien s’épanouirent et la vigne atteignit alors la région parisienne, qui restera longtemps l’une des plus grandes régions viticoles françaises.
Le bigaradier fut introduit dans le sud de la France par les Croisés. Les Maures le cultivèrent intensivement près de Séville en Espagne, ce qui valut à la bigarade son surnom d'« orange de Séville ». La bigarade est également nommée « orange amère ». Ce fruit est plus petit que l'orange douce et a la peau rugueuse teintée de vert ou de jaune ; sa chair est acide, peu juteuse, très amère et contient beaucoup de pépins. Le fruit du bigaradier est surtout utilisé en conserve ou cuit (confiture, sirop, marmelade).
Les fruits étaient populaires dans la cuisine médiévale et pouvaient être consommés frais ou séchés. Ils étaient des ingrédients courants dans de nombreux plats car ils jouaient un rôle d'édulcorant à la place du sucre et du miel dont le coût était souvent prohibitif. Les fruits courants au sud étaient les citrons, les cédrats, les oranges amères (la variété douce ne fut introduite que plusieurs siècles après), les grenades, les coings et bien sur le raisin. Plus au nord, on trouvait facilement des pommes, des poires, des prunes et des fraises. Les figues et les dattes étaient consommées dans toute l'Europe mais elles restaient des produits d'importation coûteux au nord.
Durant la Révolution française, on a interdit le pâturage des porcs dans les bois contenant des hêtres parce qu'ils nuisaient à la régénération en mangeant toutes les faînes mais l'on a autorisé la collecte par les hommes des faînes, glands et autres fruits sauvages dans les bois nationaux .
Lors de la seconde moitié du XIXe siècle, le vignoble français fut ravagé par le phylloxéra qui détruisit une grande partie des cépages indigènes qui durent être remplacés par des espèces de vignes américaines plus résistantes.

### Planches encyclopédiques

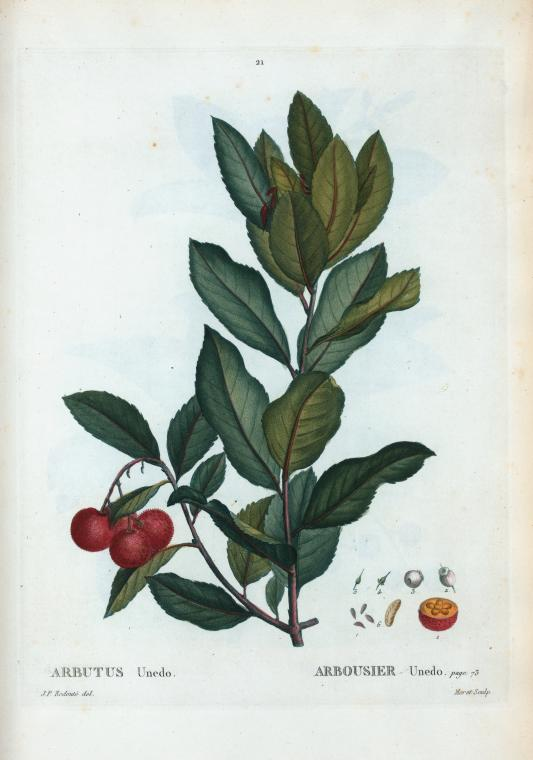
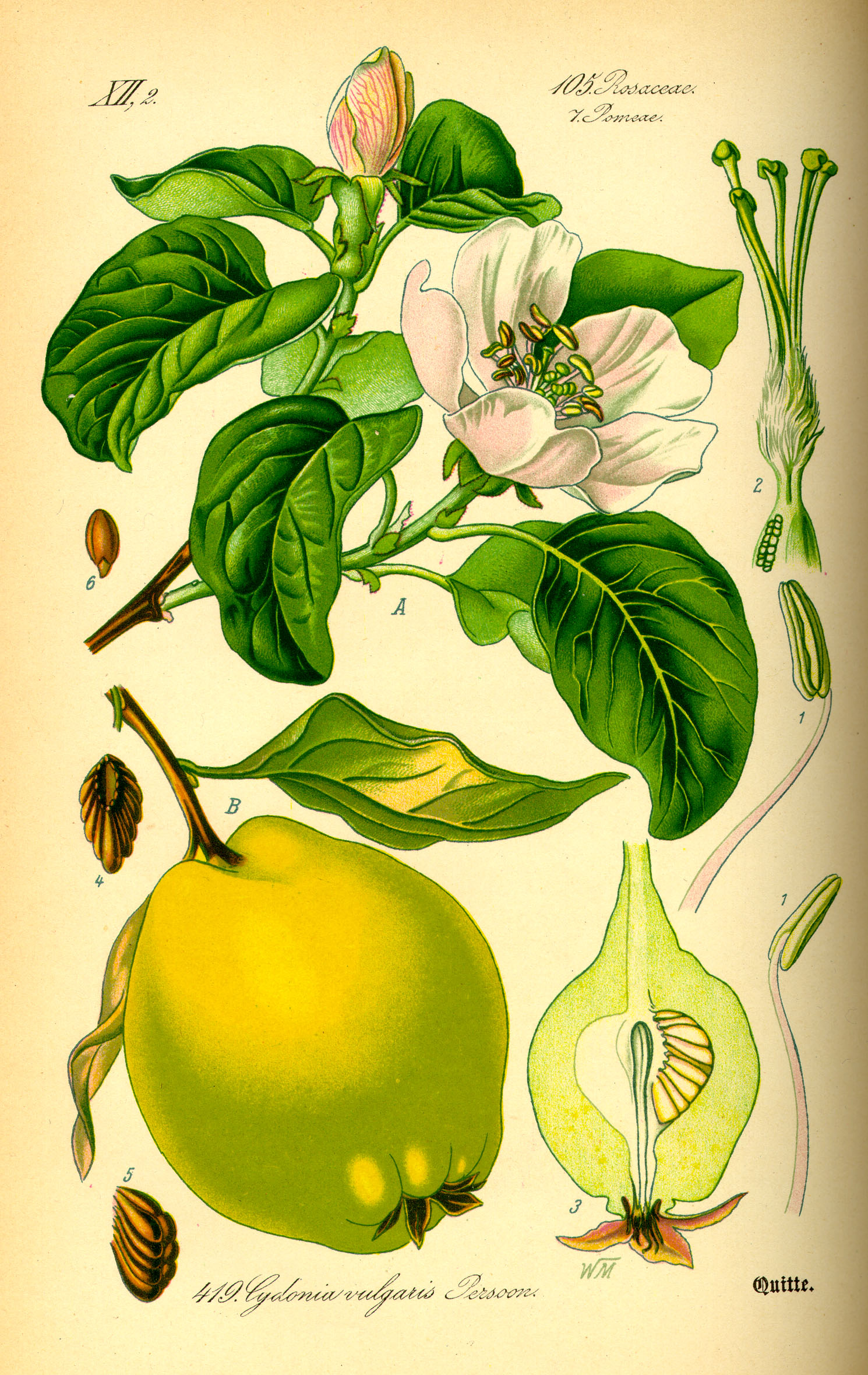
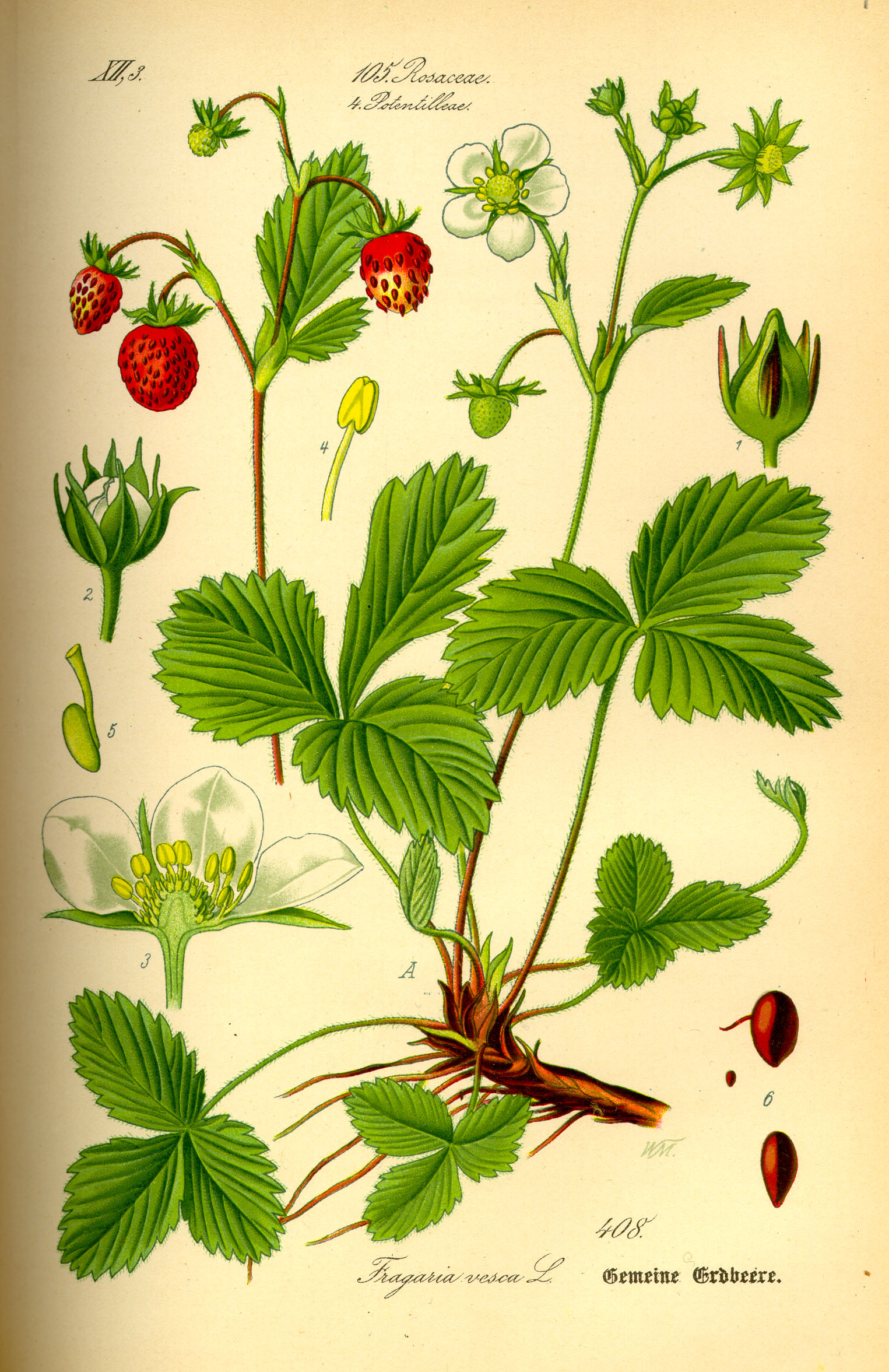
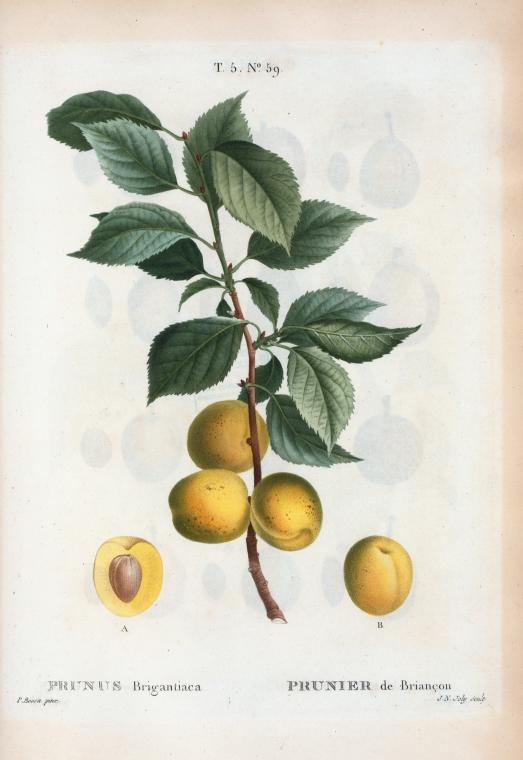

## Fruits anciens dans les arts

### Natures mortes

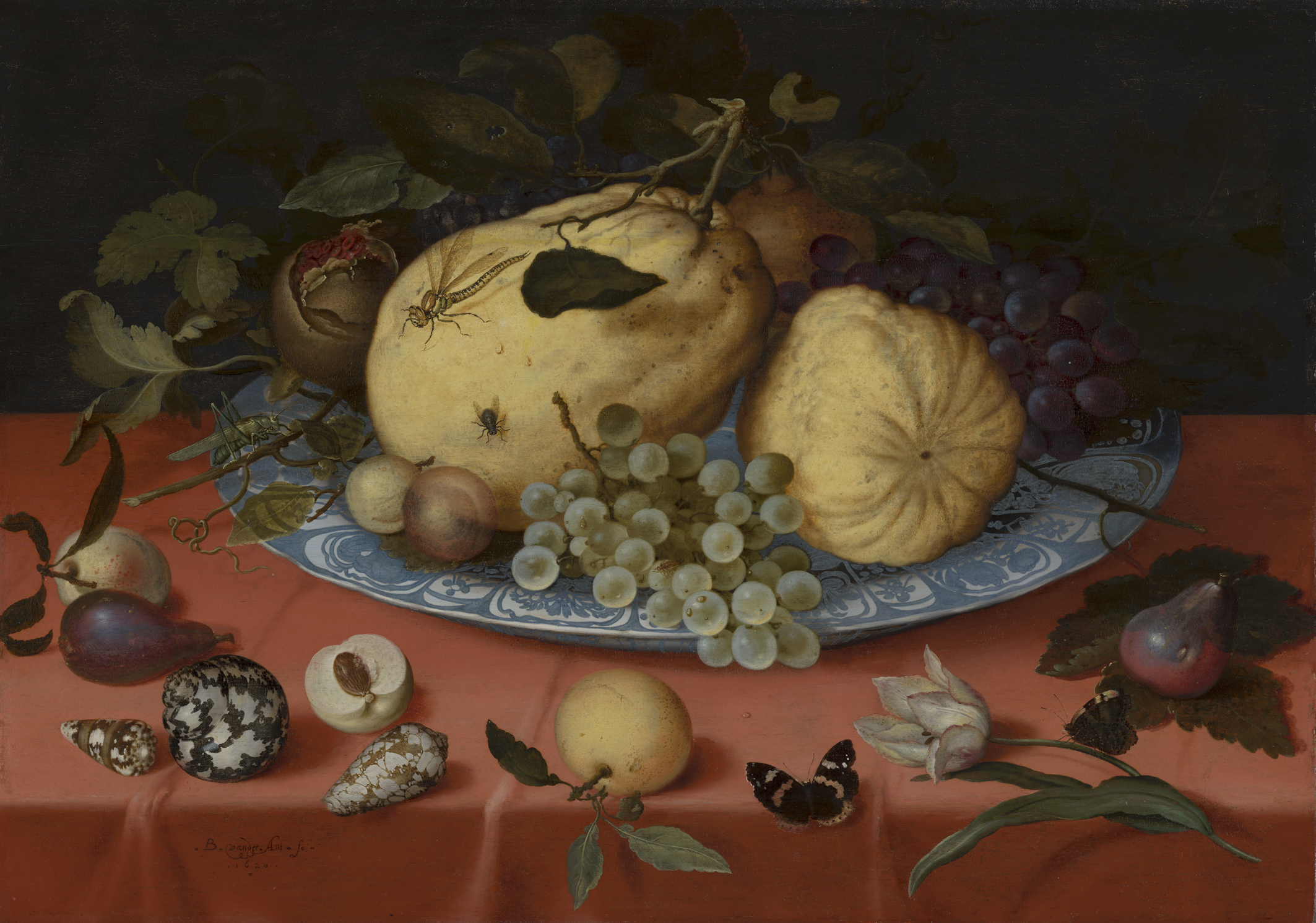
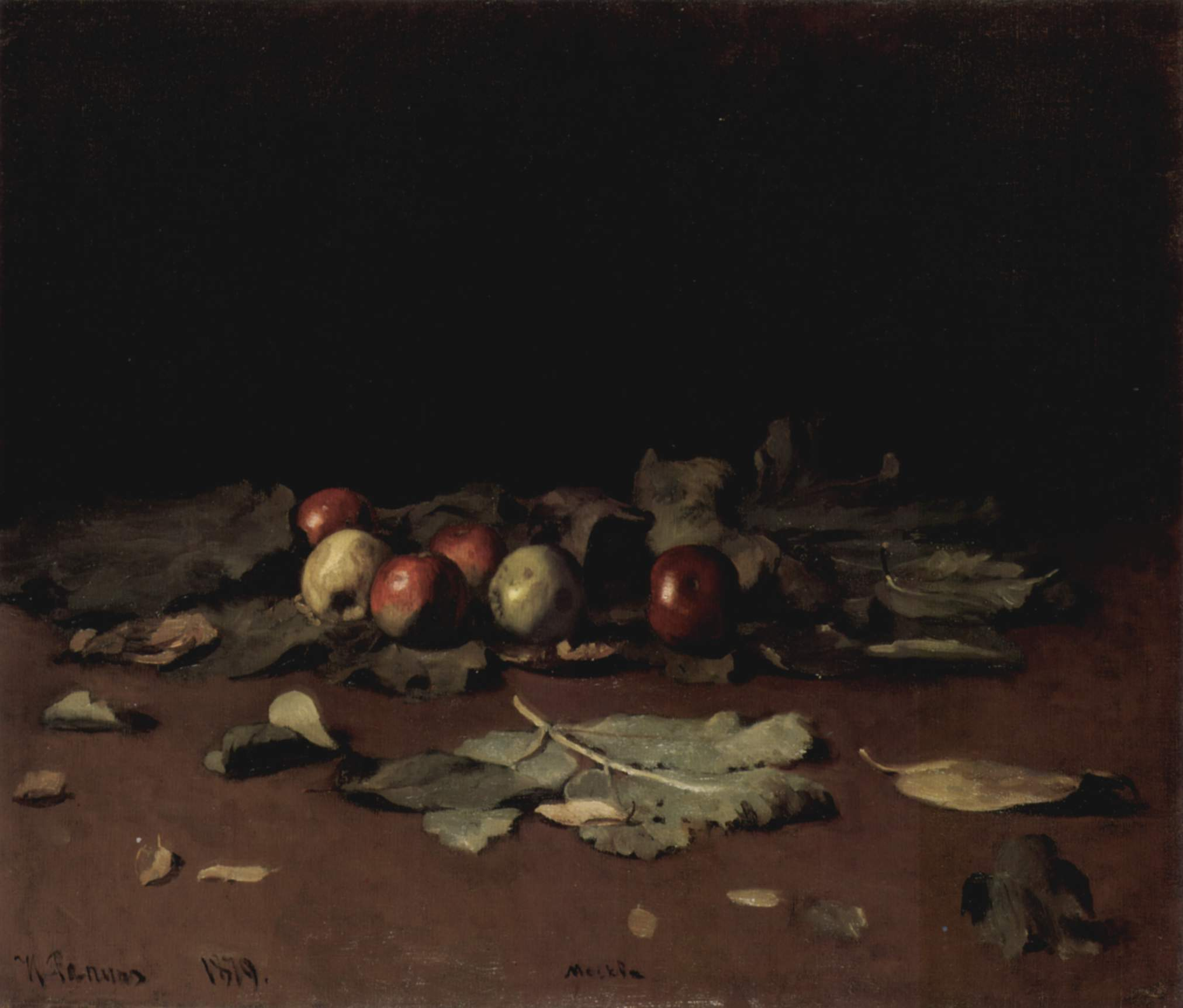
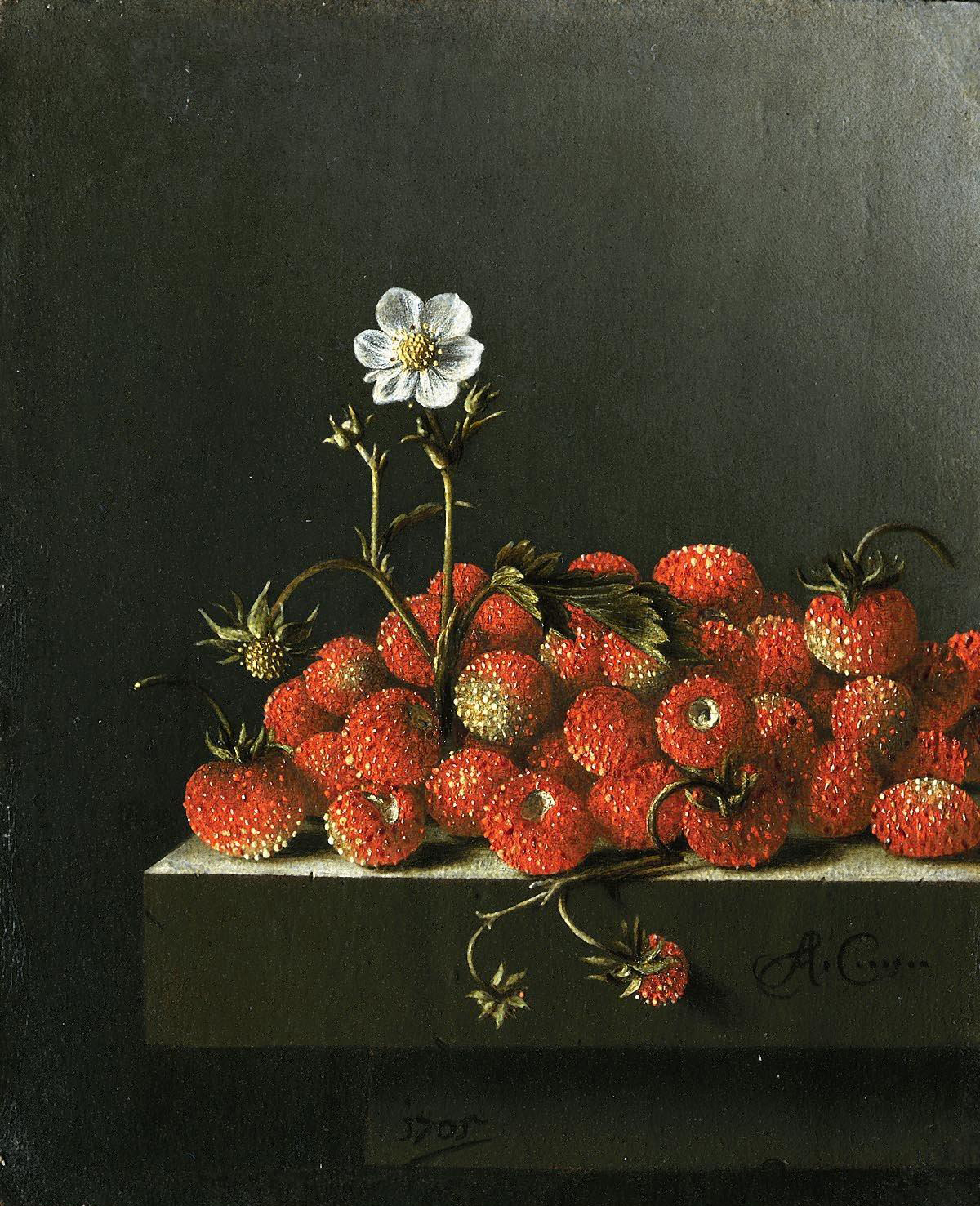
Nature morte de fraises de Adriaen Coorte (1705)
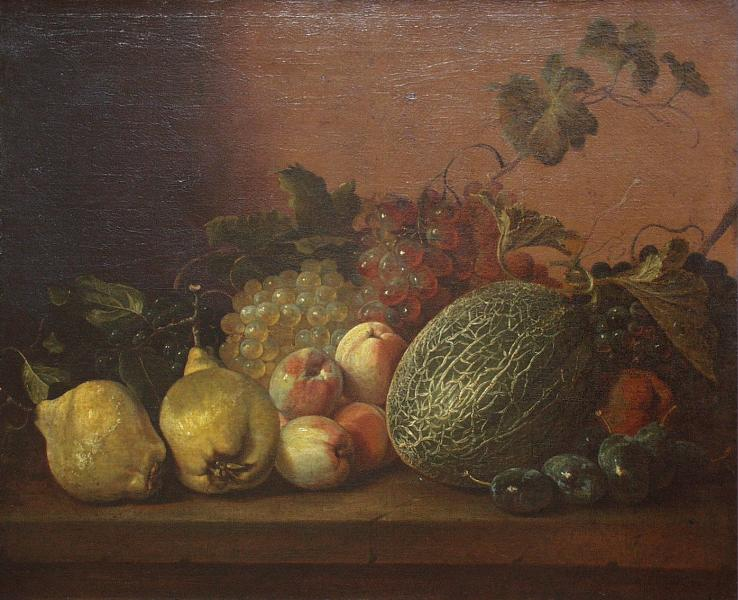

## Fruits et baies non comestibles ou toxiques

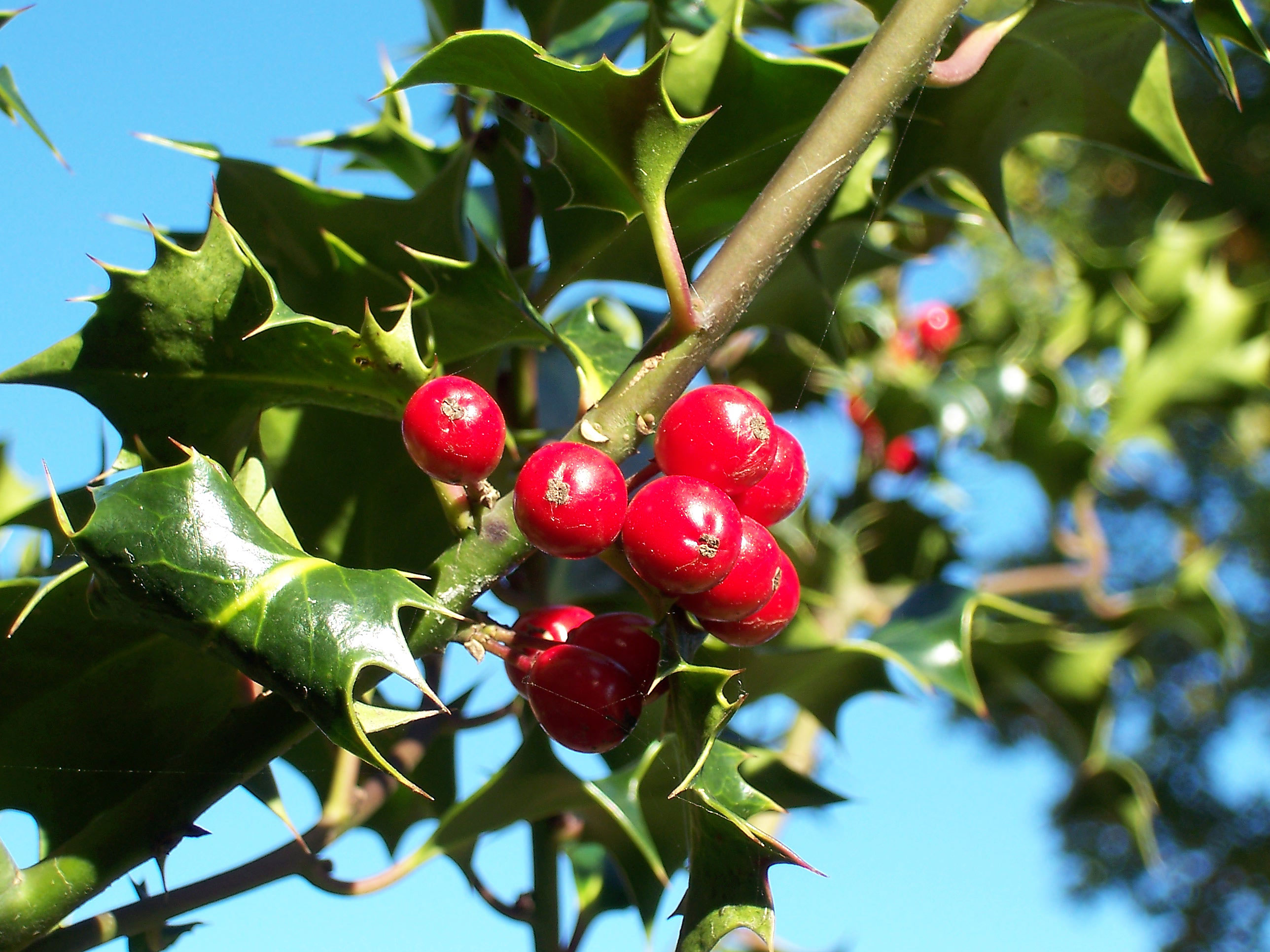
Baies du houx, impropres à la consommation.

Certaines espèces végétales des campagnes et bois d'Europe présentent des fruits qui ne sont pas comestibles ou sont toxiques. C'est notamment le cas des baies du houx, du lierre grimpant, de l'if ou du gui.
Les fruits de la viorne obier (Viburnum opulus) sont des baies rouges un peu malodorantes à maturité, considérées comme non comestibles, mais utilisées dans les médecines traditionnelles comme toni-cardiaques.
Il n’est pas recommandé de consommer les baies noires, légèrement toxiques, de la garance voyageuse, que l'on retrouve au bord des routes et des chemins, grimpant dans les broussailles et colonisant les buissons dans le sud de la France. Ces baies présentent des propriétés diurétiques et laxatives.
Les baies de la salsepareille, nourriture favorite des Schtroumpfs, ne sont pas non plus consommables.